# アーバンネットワーク

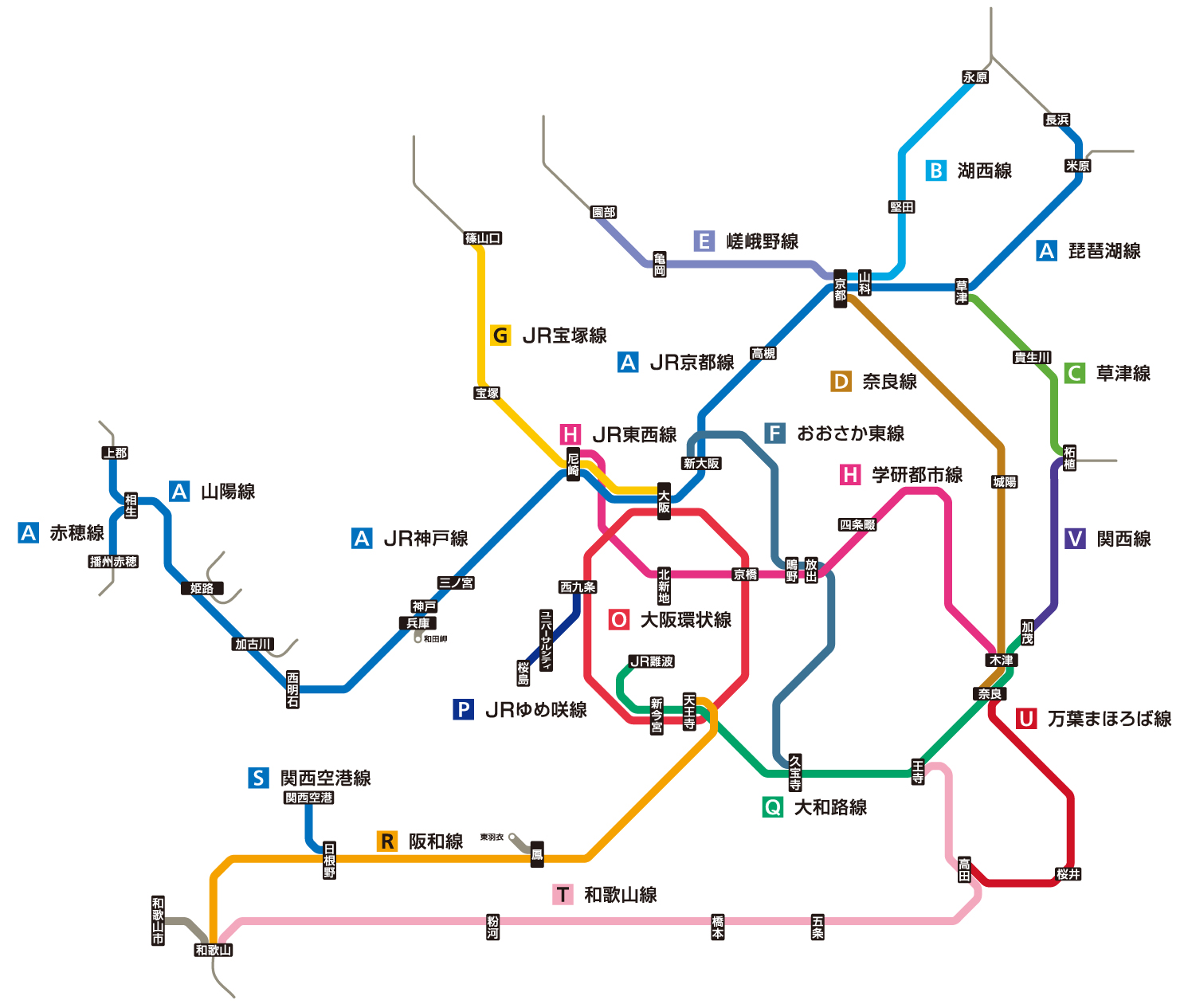
アーバンネットワーク

アーバンネットワーク（英語: Urban Network）は、西日本旅客鉄道（JR西日本）が1989年3月11日より使用を開始した、大阪駅を中心とした京阪神都市近郊区間（関西エリア）を指す愛称であった。「アーバンネットワーク」の定義と、旅客営業規則に規定される大都市近郊区間としての「大阪近郊区間」（新幹線を除く）や、JRが便宜的に呼称する「近畿エリア」とは完全には一致していなかった。
2006年10月21日のダイヤ改正以降、車内および駅の路線図と車内停車駅案内図が「アーバンネットワーク」の表記から「路線図」に変更されるなど、2000年代後半以降はアーバンネットワークという名称を使わず、「近畿圏」や「京阪神エリア」と表現されることが多い。また、JR西日本が発行する冊子からも2013年度以降アーバンネットワークの名称は使われていない。比較的、後年まで使用されていた月例社長会見における営業・輸送概況についても、2020年4月から「アーバンネットワーク」を「近畿圏」に改めている。ただし2021年現在も、鉄道趣味雑誌などでは使用されることがある。
JR西日本では公式に「アーバンネットワーク」の名称を使用しなくなったものの、本記事では過去に使用されていた範囲について、使用終了後の動きも含めて記述する。また路線名は、特に正式名称で記述する必要がある場合を除いて、路線愛称名がある場合はそれを使用する。

## 概要

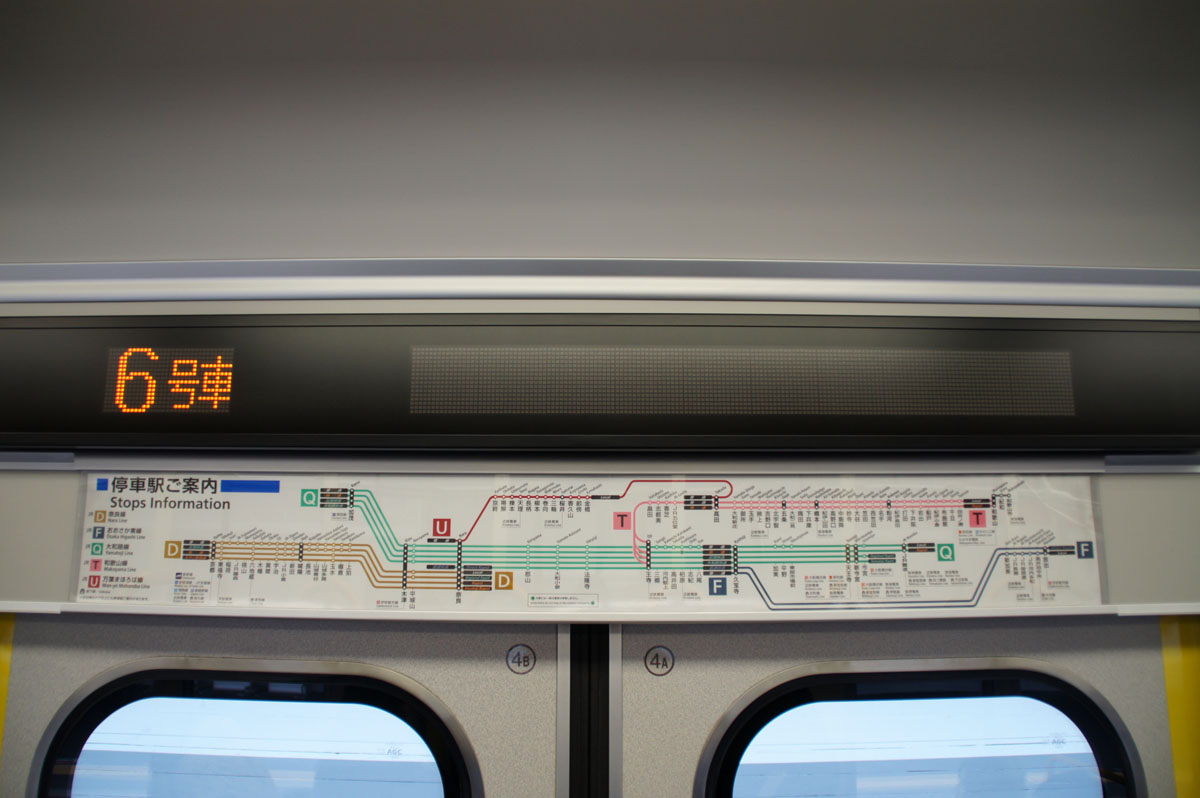
221系体質改善車の車内案内表示装置と停車駅図

JR西日本はJRの中では比較的経営が安定している「本州3社」の一角とされるが、関東地方に広大な通勤路線を持つ東日本旅客鉄道（JR東日本）や東海道新幹線を持つ東海旅客鉄道（JR東海）と比べると経営基盤が弱いとされた。そこで日本国有鉄道（国鉄）からの経営移管時には、山陽新幹線および大阪近郊の沿線の発展が著しい路線に経営資源を集中し、経営基盤を強化する方針が立てられた。また、「私鉄王国」と称される関西圏において、利用距離が長くなるほどJR利用の可能性が高くなるその特性や、東海道・山陽新幹線のフィーダーとしての役割とアドバンテージを一層強化するため、直通運転の拡大や、新快速を中心とした新型車両の導入・速度向上による所要時間の短縮を積極的に進めていくこととなった。
1988年3月13日のダイヤ改正を機に、分かりやすさと親しみを感じてもらえるよう、8線区9区間に地域ごとの利用実態に合わせた愛称を制定した。1989年3月11日には京阪神都市近郊区間に「アーバンネットワーク」の愛称が与えられた。当初は、姫路駅以西や草津線・湖西線・和歌山線など一部線区は含まれていなかった。1990年3月10日には、不慣れな利用者にも分かりやすくするため、10線区に線区別（琵琶湖線・JR京都線・JR神戸線は同色）のラインカラーを導入した。大阪駅を中心点に他線区への直通列車が多く、2015年3月14日から路線記号の導入にあわせた、ラインカラーの拡充・変更（例:加古川線・姫新線のカラーを正式採用、山陰本線のラインカラー導入区間を城崎温泉駅まで延長、学研都市線のラインカラーを黄緑からJR東西線と同じ桜桃色に変更など）も行われている。

## 路線

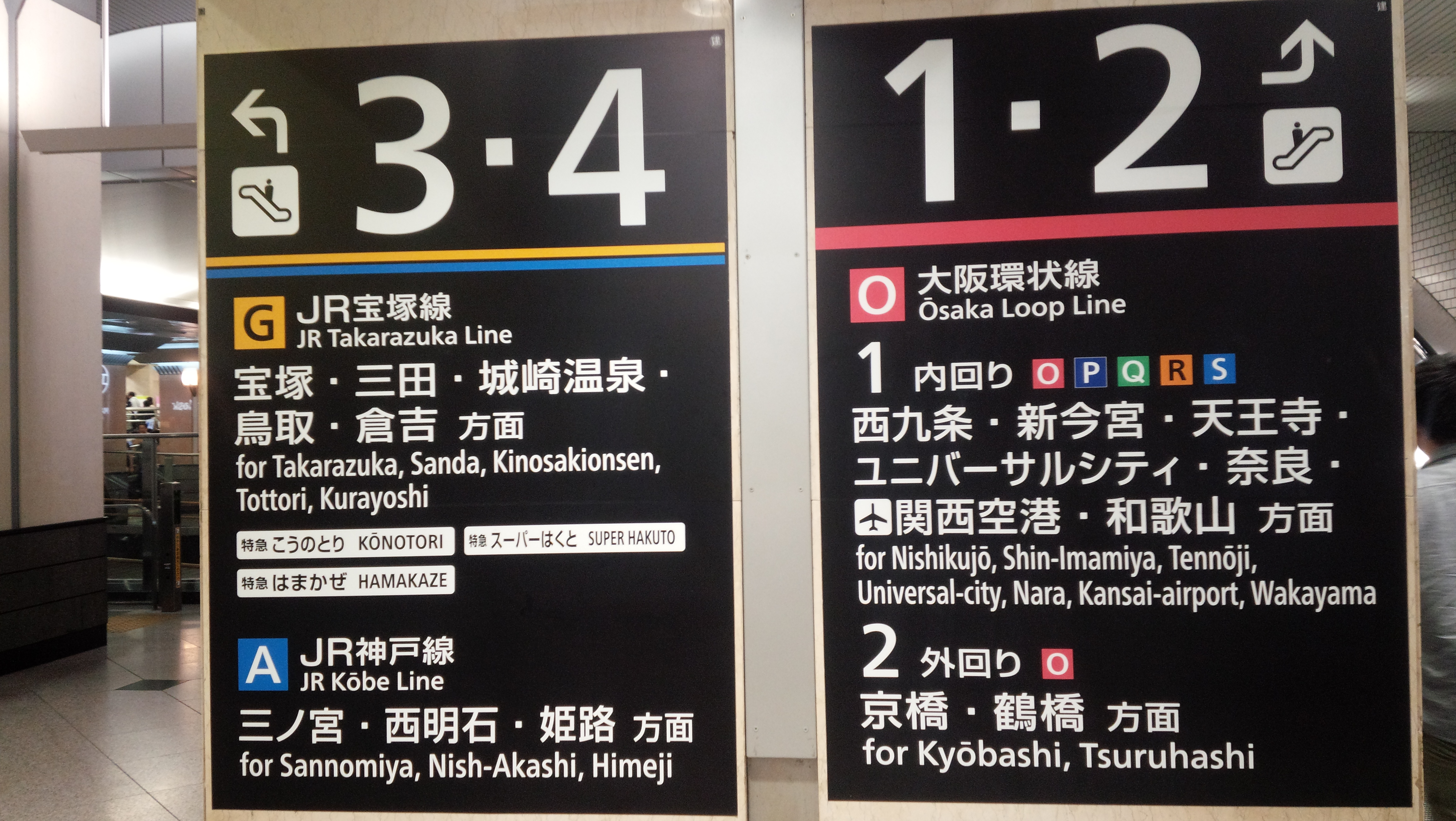
路線記号が付された駅の案内標（大阪駅中央口改札内コンコース）

各種路線図や駅の案内、アーバンネットワーク内の駅名標や、JR化後に登場した電車の種別幕には基本的にラインカラーと路線記号が使われている。国鉄型車両については一時期ラインカラーに準じた塗装変更も検討されたが見送られている。
主な報道機関（マスコミ）においては、朝日新聞および神戸新聞で路線愛称名が使用されている。朝日新聞は、愛称名の定着を踏まえ、2003年2月1日付けの紙面から愛称表記を原則としている。2005年4月25日に発生したJR福知山線脱線事故の際も多くの報道機関が「福知山線」を用いた中、この2社は「JR宝塚線」を用いた。
| 色              | 路線記号 | 駅ナンバー                        | 路線愛称       | 正式路線名          | 区間                                                                             |
| --------------- | -------- | --------------------------------- | -------------- | ------------------- | -------------------------------------------------------------------------------- |
|                 | A        | JR-A09 - JR-A12                   | 琵琶湖線       | 北陸本線            | 米原駅 - 長浜駅                                                                  |
| JR-A12 - JR-A31 | A        | 東海道本線                        | 琵琶湖線       | 米原駅 - 京都駅     |                                                                                  |
| JR-A31 - JR-A47 | A        | JR京都線                          | 東海道本線     | 京都駅 - 大阪駅     |                                                                                  |
| JR-A47 - JR-A61 | A        | JR神戸線                          | 東海道本線     | 大阪駅 - 神戸駅     |                                                                                  |
| JR-A61 - JR-A85 | A        | JR神戸線                          | 山陽本線       | 神戸駅 - 姫路駅     |                                                                                  |
| -               | A        | -                                 | 山陽本線       | 姫路駅 - 上郡駅     |                                                                                  |
| -               | A        | -                                 | 赤穂線         | 相生駅 - 播州赤穂駅 |                                                                                  |
|                 | B        | JR-B11 - JR-B30 (- JR-B31)        | -              | 湖西線              | 山科駅 - 永原駅 運転系統上は、京都駅 - 山科駅間も含んだ京都駅 - 永原駅間         |
|                 | C        | -                                 | -              | 草津線              | 柘植駅 - 草津駅                                                                  |
|                 | D        | JR-D01 - JR-D19 (- JR-D21)        | -              | 奈良線              | 木津駅 - 京都駅 運転系統上は、奈良駅 - 木津駅間も含んだ奈良駅 - 京都駅間         |
|                 | E        | JR-E01 - JR-E16                   | 嵯峨野線       | 山陰本線            | 京都駅 - 園部駅                                                                  |
|                 | F        | (JR-F01 -) JR-F02 - JR-F15        | おおさか東線※1 | おおさか東線        | 新大阪駅 - 久宝寺駅 運転系統上は、大阪駅 - 新大阪駅間も含んだ大阪駅 - 久宝寺駅間 |
|                 | G        | (JR-G47 -) JR-G49 - JR-G69        | JR宝塚線       | 福知山線            | 尼崎駅 - 篠山口駅 運転系統上は、大阪駅 - 尼崎駅間も含んだ大阪駅 - 篠山口駅間     |
|                 | H        | JR-H41 - JR-H49                   | JR東西線※1     | JR東西線            | 京橋駅 - 尼崎駅                                                                  |
| JR-H18 - JR-H41 | H        | 学研都市線                        | 片町線         | 木津駅 - 京橋駅     |                                                                                  |
|                 | O        | JR-O01 - JR-O11 - JR-O19 - JR-O01 | 大阪環状線※1   | 大阪環状線          | 天王寺駅 - 大阪駅 - 天王寺駅                                                     |
|                 | P        | JR-P14 - JR-P17                   | JRゆめ咲線     | 桜島線              | 西九条駅 - 桜島駅                                                                |
|                 | Q        | JR-Q17 - JR-Q39                   | 大和路線       | 関西本線            | 加茂駅 - JR難波駅                                                                |
|                 | R        | JR-R20 - JR-R54                   | 阪和線※1       | 阪和線              | 天王寺駅 - 和歌山駅                                                              |
|                 | S        | JR-S45 - JR-S47                   | -              | 関西空港線          | 日根野駅 - 関西空港駅                                                            |
|                 | T        | -                                 | -              | 和歌山線            | 王寺駅 - 和歌山駅                                                                |
|                 | U        | -                                 | 万葉まほろば線 | 桜井線              | 奈良駅 - 高田駅                                                                  |
|                 | V        | -                                 | -              | 関西本線            | 柘植駅 - 加茂駅                                                                  |
| -               | -        | -                                 | -              | 紀勢本線            | 和歌山駅 - 和歌山市駅                                                            |
| -               | -        | -                                 | 和田岬線※2     | 山陽本線（支線）    | 兵庫駅 - 和田岬駅                                                                |
| -               | -        | -                                 | 羽衣線※2       | 阪和線（支線）      | 鳳駅 - 東羽衣駅                                                                  |

- - は設定なし。
- ※2は通称。※1は愛称と正式路線名が同じ線区、そのほかの線区は愛称設定線区[16]。
- 駅ナンバーは2018年3月より導入[17]。

## サービス

### 車両

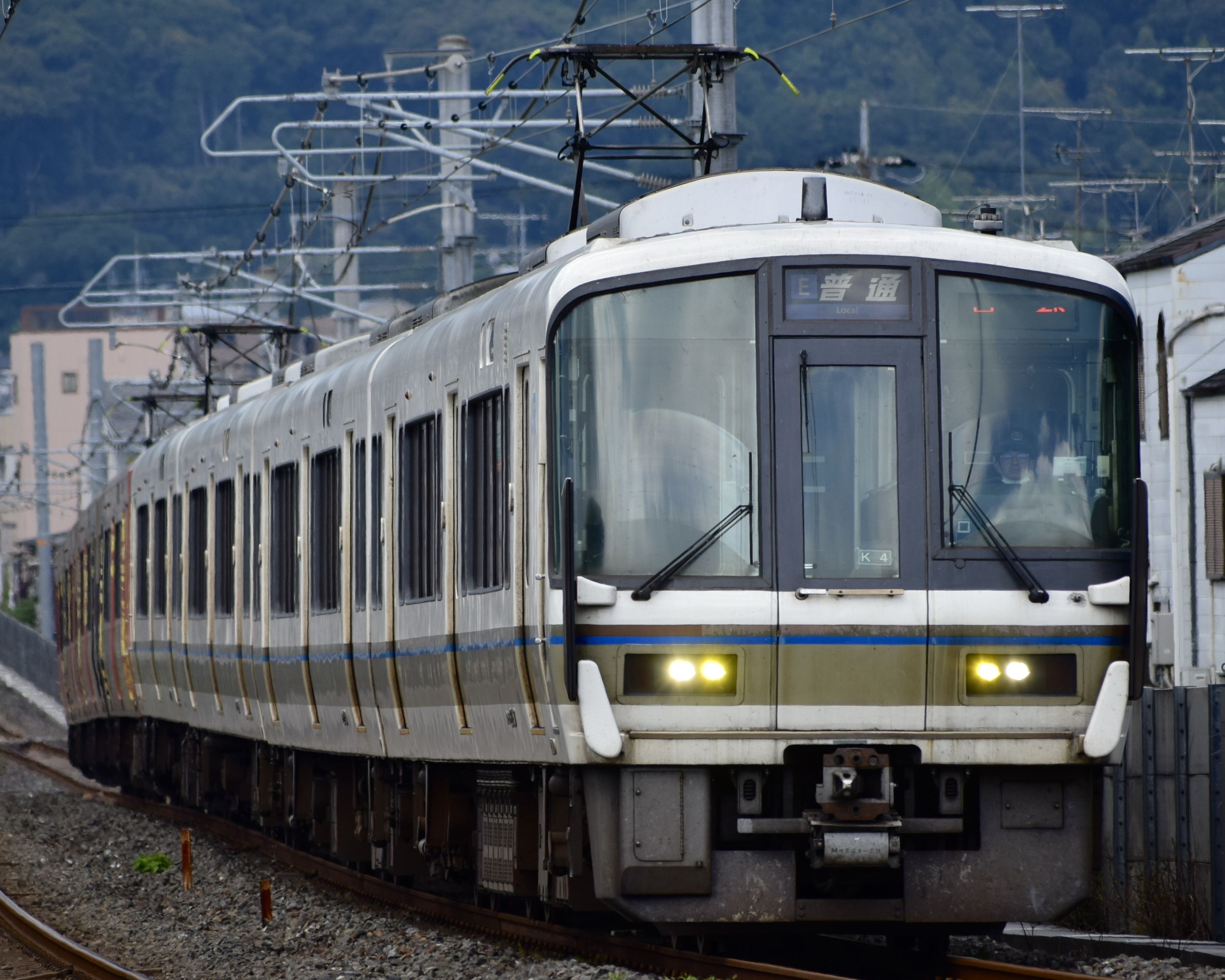
221系（湖西線・草津線・奈良線・嵯峨野線）
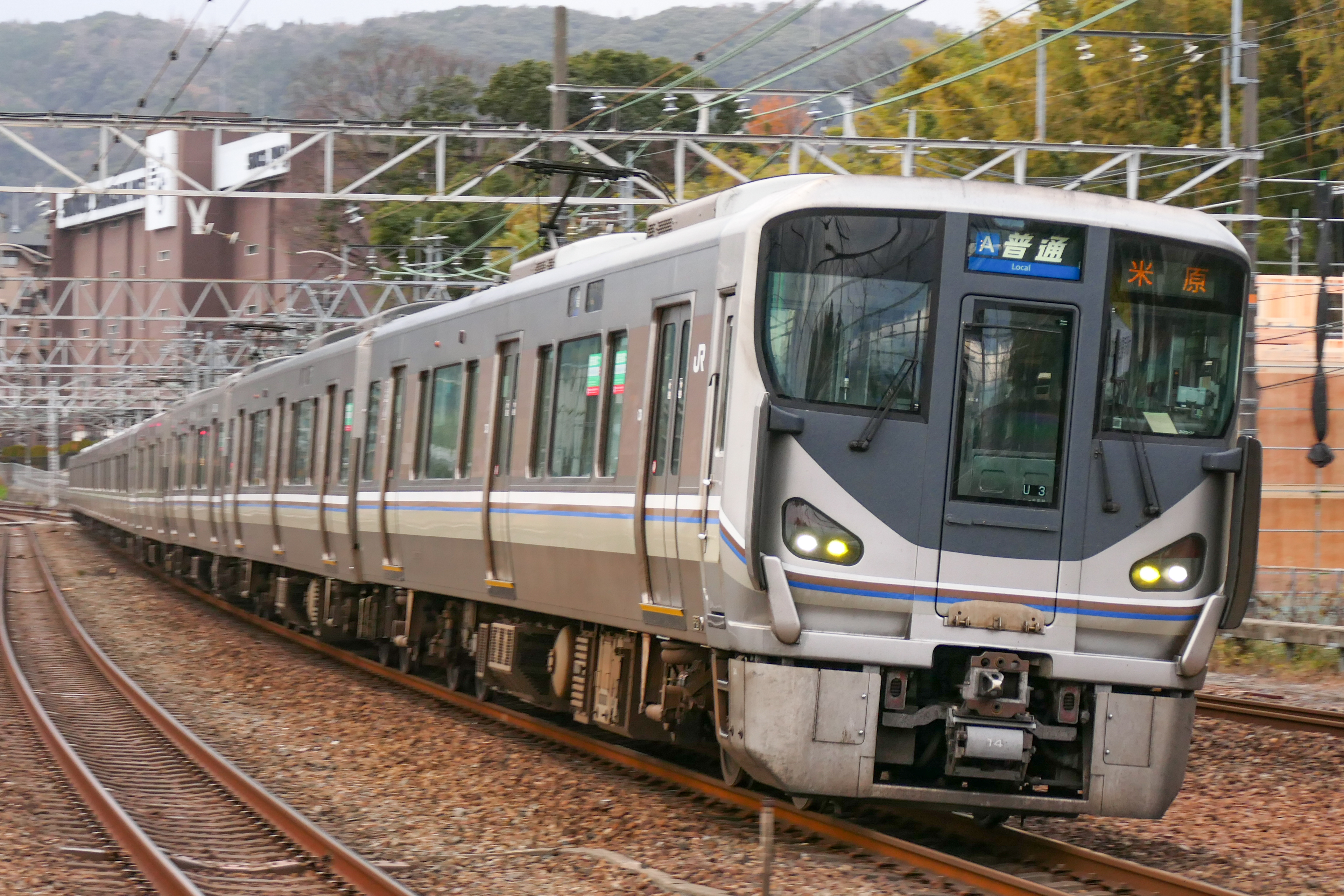
225系（京阪神快速用0番台）
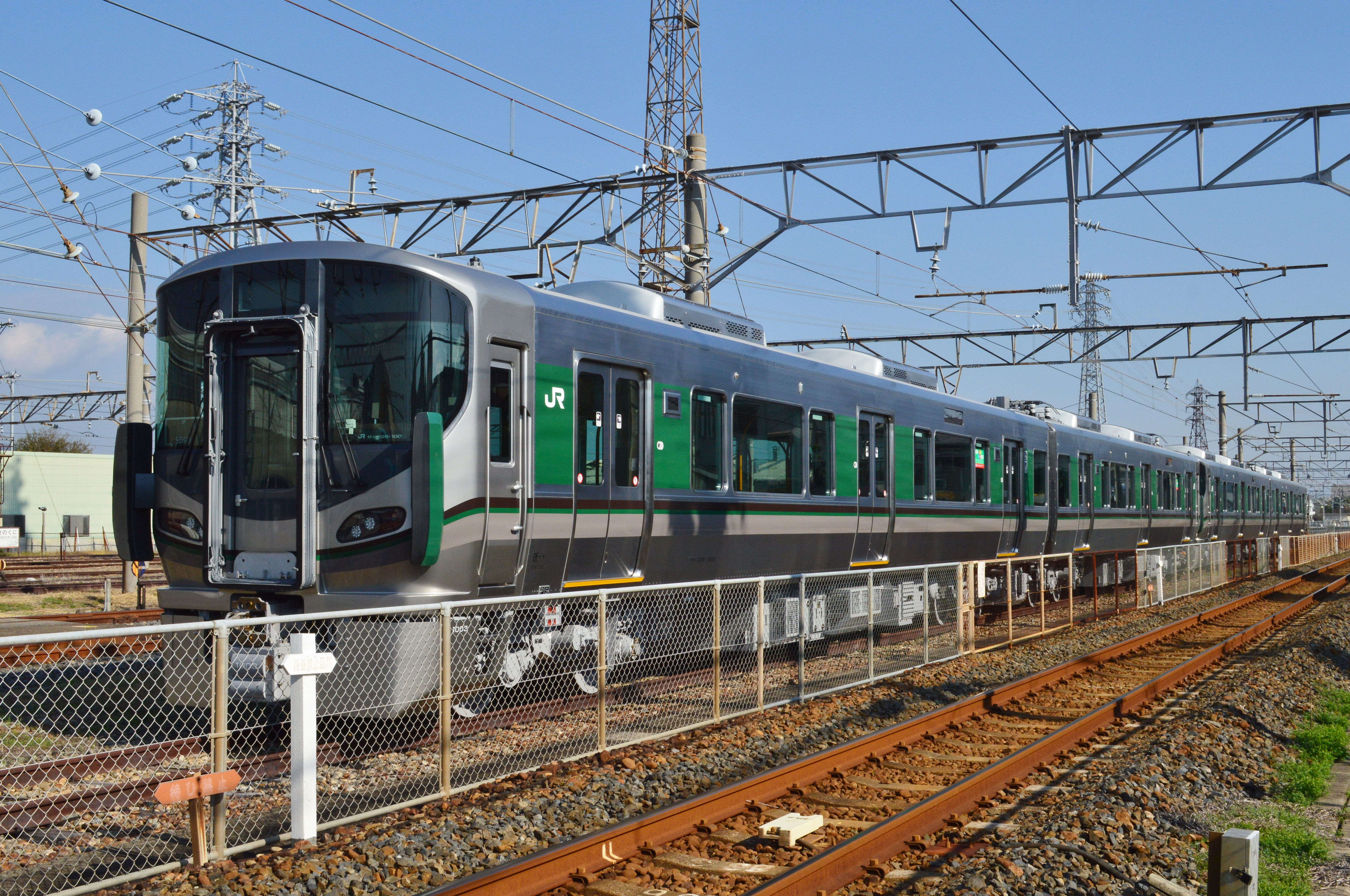
227系1000番台（和歌山線・万葉まほろば線・きのくに線）
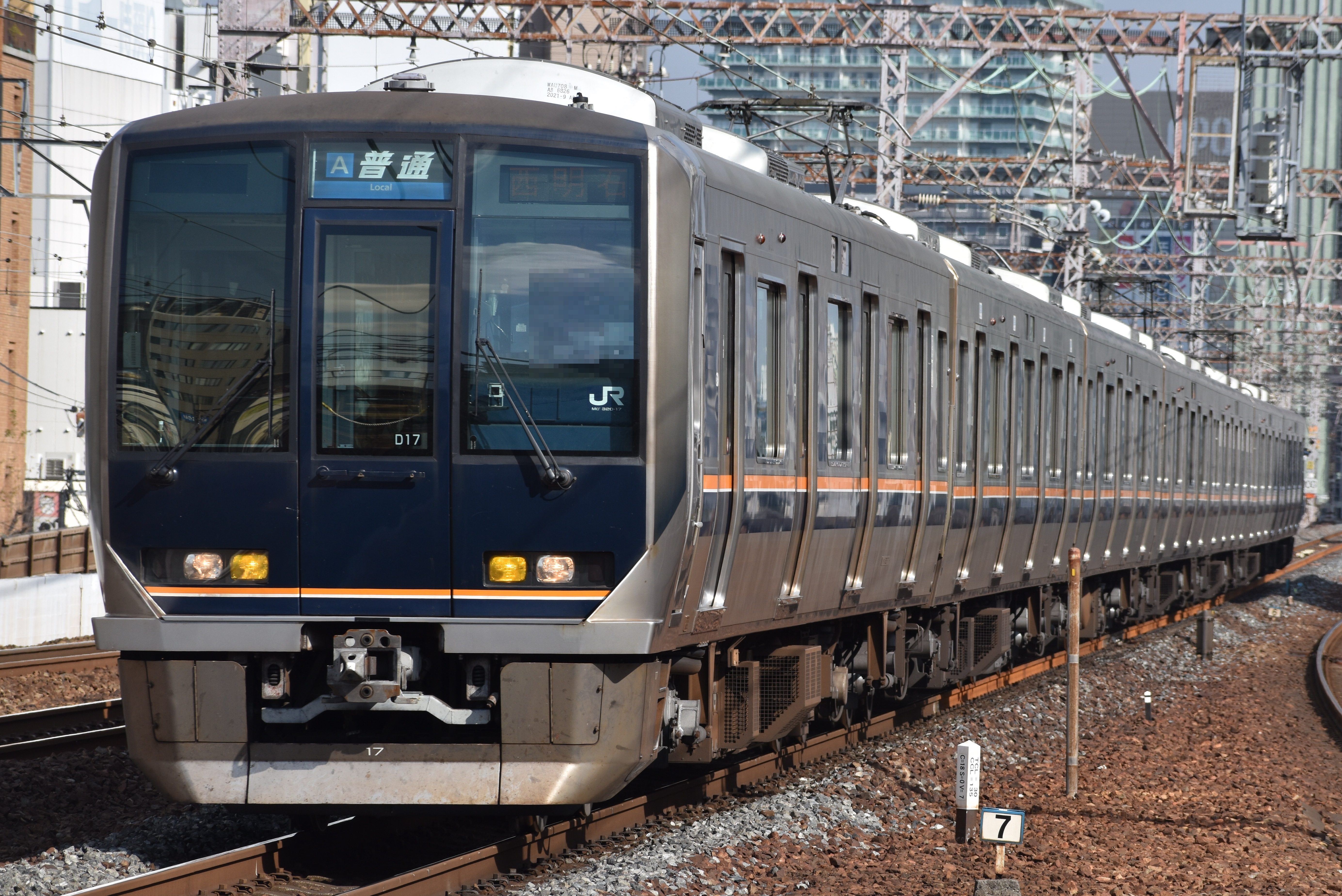
321系（京阪神緩行線・JR宝塚線・JR東西線・学研都市線系統）
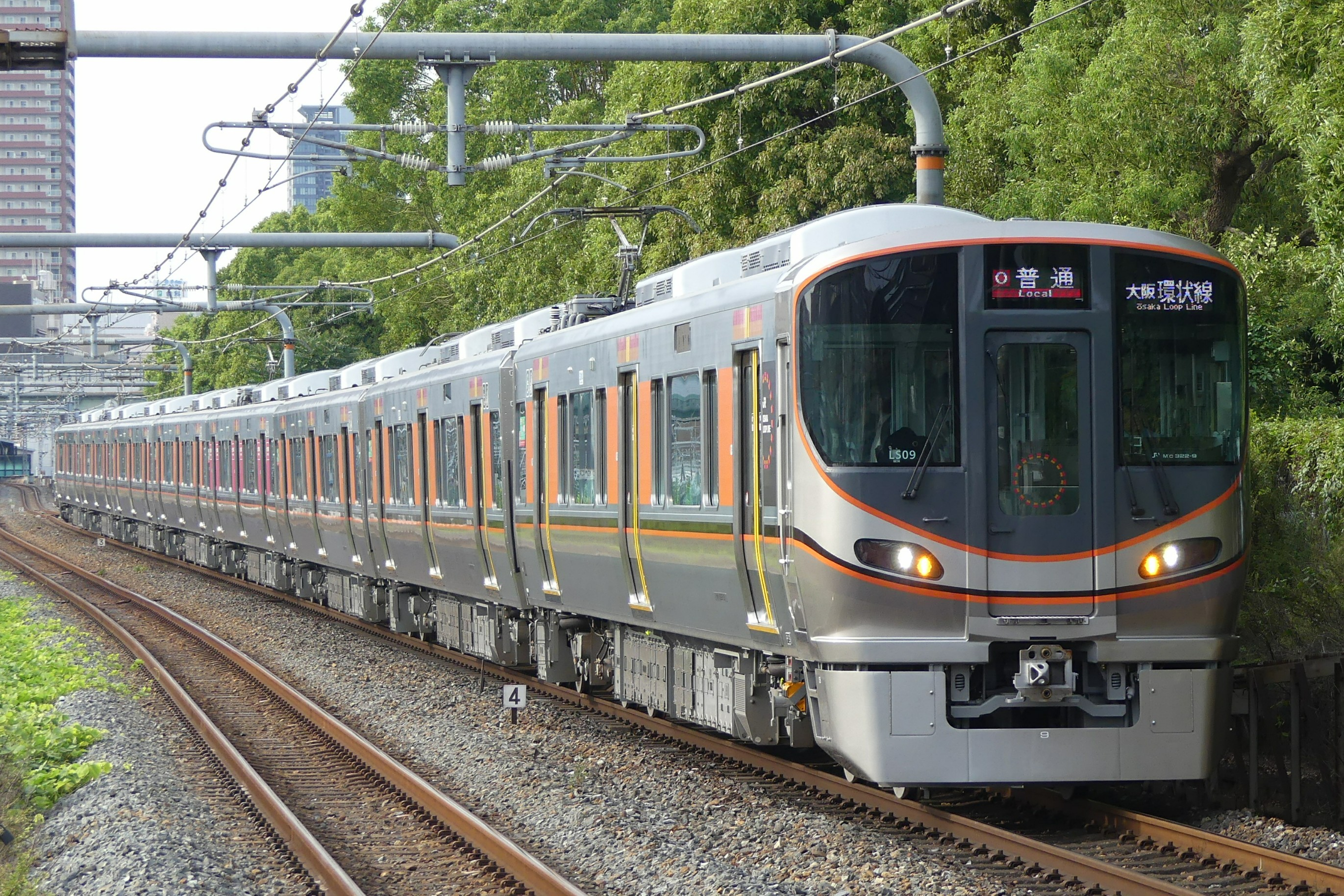
323系（大阪環状線・JRゆめ咲線）

1989年3月より営業運転を開始した221系は、大きな窓や明るい車内、快適な座席（3ドア転換クロスシート）などが利用者から好評で、後継の223系とともにアーバンネットワークの象徴的な車両となった。また、4扉通勤型電車の207系をJR東西線開業準備用として学研都市線に投入し、その後JR京都・神戸線やJR宝塚線にも運転範囲を拡大、後継車である321系も同様に投入されている。さらに223系の後継として、安全性・利便性をより重視した225系が製造され、2010年12月1日より営業運転を開始した。近年、アーバンネットワーク向け車両の発注は地元の川崎重工業と近畿車輛に集中しており、日立製作所への発注は減少している。
2012年からはJR発足前後の車両のリニューアル工事が始まり、205系、221系、207系、223系の更新車両においてはバリアフリー対応の工事が施されている。また前述の通勤型4扉車にも大型のつり革が導入された。
一方国鉄時代に天王寺鉄道管理局管内だった路線（その大部分が私鉄買収路線）を中心に当時から使われている車両も比較的多く、現在も国鉄型車両は大和路線・奈良線では201系・205系が使用されている。これらには接客設備を中心にリニューアルされた車両も含まれているが、車齢も高く騒音が大きい機器類や、乗り心地の比較的劣る台車を引き続き使用している。2016年に入ってから阪和線に103系・205系の置き換え用として225系5100番台が、大阪環状線に103系・201系の置き換え用として323系が新製配置された。2019年から万葉まほろば線・和歌山線（と直通運転を行うきのくに線の一部）に105系・113系・117系の置き換え用として227系1000番台が新製配置された。2020〜2023年度にかけて、225系の追加投入による221系の転用により、201系の運用を終了する予定である。

### 運転系統の充実と直通運転の拡大
| 線区                  | 並行他社線                                        | JR西日本の施策 |
| --------------------- | ------------------------------------------------- | --- |
| JR京都線・JR神戸線    | 阪急京都線・神戸線 阪神本線 京阪本線 山陽電鉄本線 | 新型車両の投入、新快速・快速の車両増結、速度向上、新駅開業、新快速の終日運転、高槻駅・芦屋駅への新快速停車、新快速対象に「Aシート」（有料座席指定サービス）の導入。 通勤ラッシュ時の特急サンダーバード・はるか・らくラクびわこ・はまかぜ・スーパーはくと・らくラクはりまの利便向上（停車駅の追加、増発）。 |
| 学研都市線            | 京阪本線・交野線 近鉄京都線・奈良線・けいはんな線 | 新型車両の投入、JR東西線・おおさか東線の開業、JR神戸線・JR宝塚線・おおさか東線の直通運転、区間快速の運転開始。 |
| 奈良線                | 近鉄京都線 京阪本線・宇治線                       | 快速系統を中心に221系投入、区間快速・みやこ路快速の新設、速度向上、部分複線化、増発、新駅開業。 快速列車対象に「快速 うれしート」（有料座席指定サービス）の導入。 |
| 大和路線 おおさか東線 | 近鉄奈良線・生駒線・橿原線・大阪線                | 大阪環状線への直通運転拡大、和歌山線への直通列車の増発。 久宝寺駅の改良と緩急接続の開始、直通快速の運転。 通勤特急らくラクやまとの新設。 快速列車対象に「快速 うれしート」（有料座席指定サービス）の導入。                                                                                                 |
| JR宝塚線              | 阪急宝塚線・伊丹線・今津線 神戸電鉄有馬線・三田線 | 新型車両投入、区間快速・丹波路快速の新設、 大阪駅発着の快速列車の増発、尼崎駅での接続の改善、JR京都線・JR東西線への直通運転と増発。 特急こうのとりの利便性の向上（停車駅の追加、時間帯の拡大）。 快速列車対象に「快速 うれしート」（有料座席指定サービス）の導入。                                         |
| 阪和線 関西空港線     | 南海本線・空港線                                  | 新型車両の投入 関空快速・紀州路快速の新設・増発、大阪環状線の直通運転 特急はるか・くろしおの利便性の向上（停車駅の追加、時間帯の拡大）。 |

他社線も含めて記載した鉄道路線図
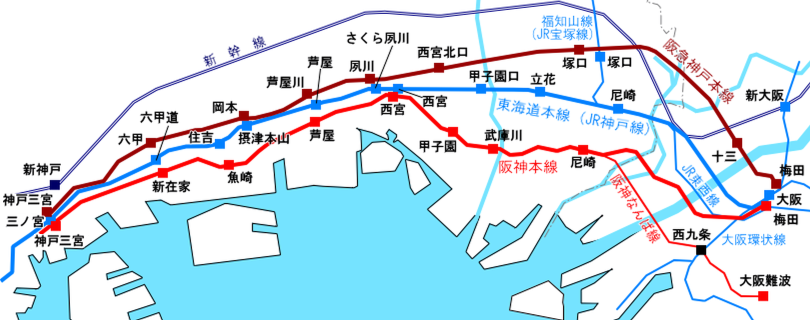
JR神戸線
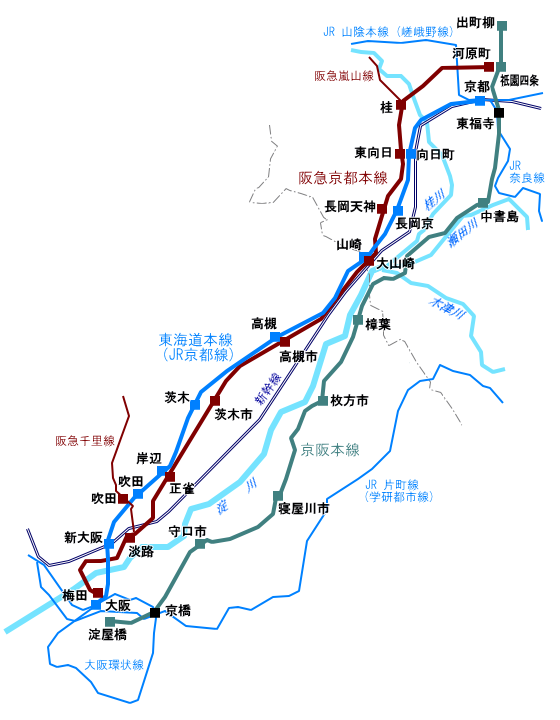
JR京都線
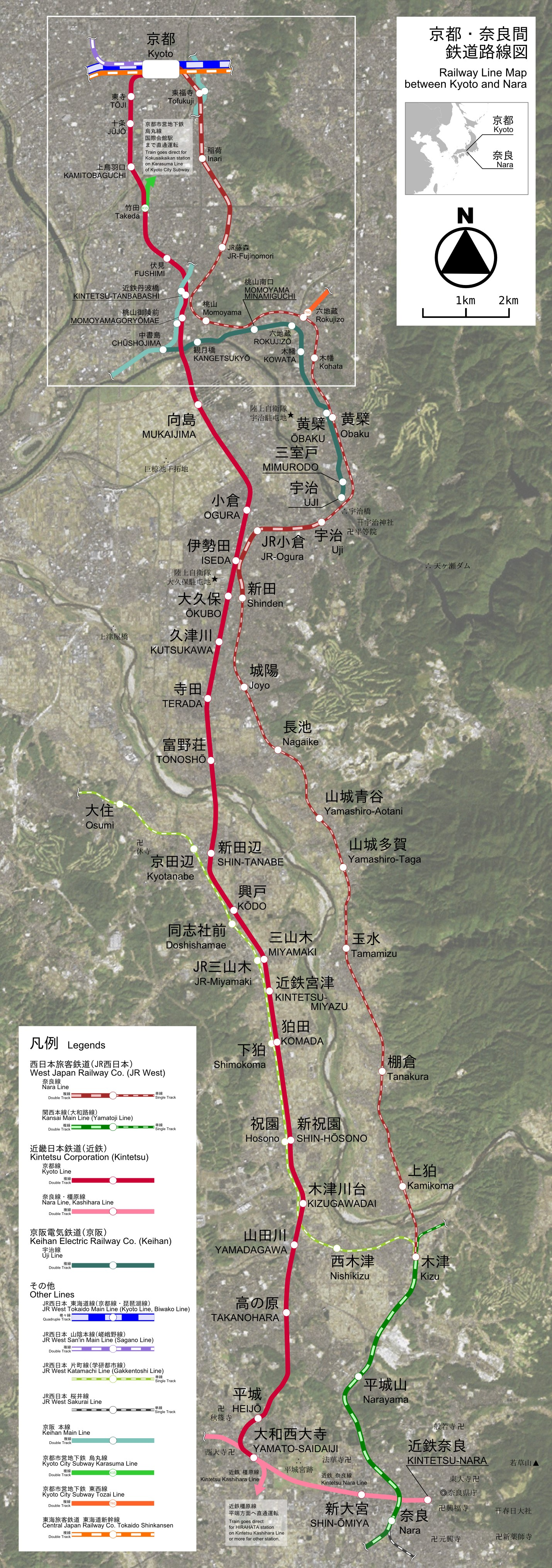
奈良線
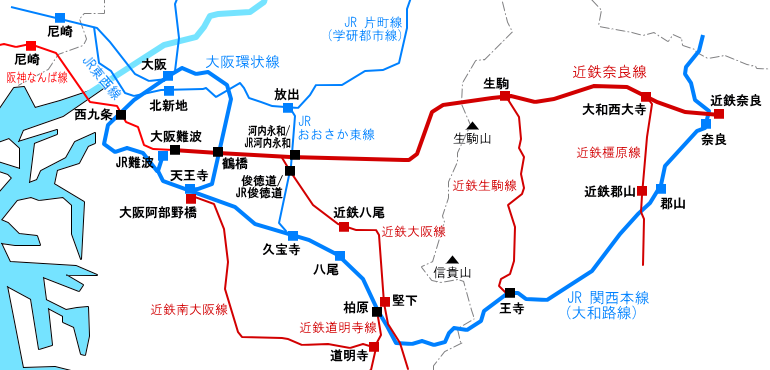
大和路線
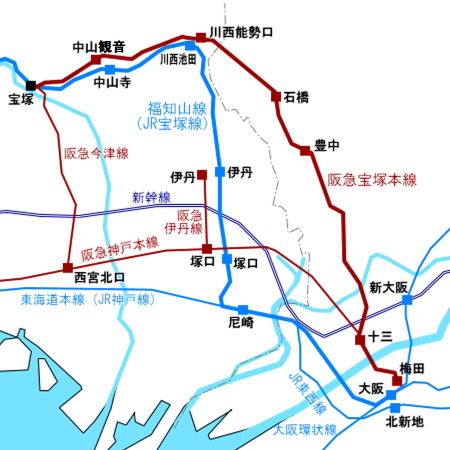
JR宝塚線
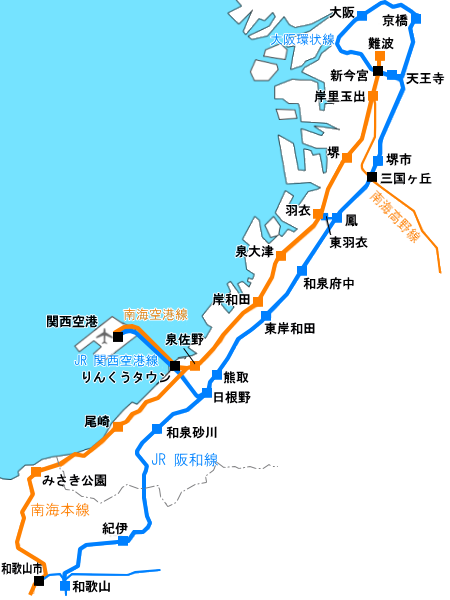
阪和線

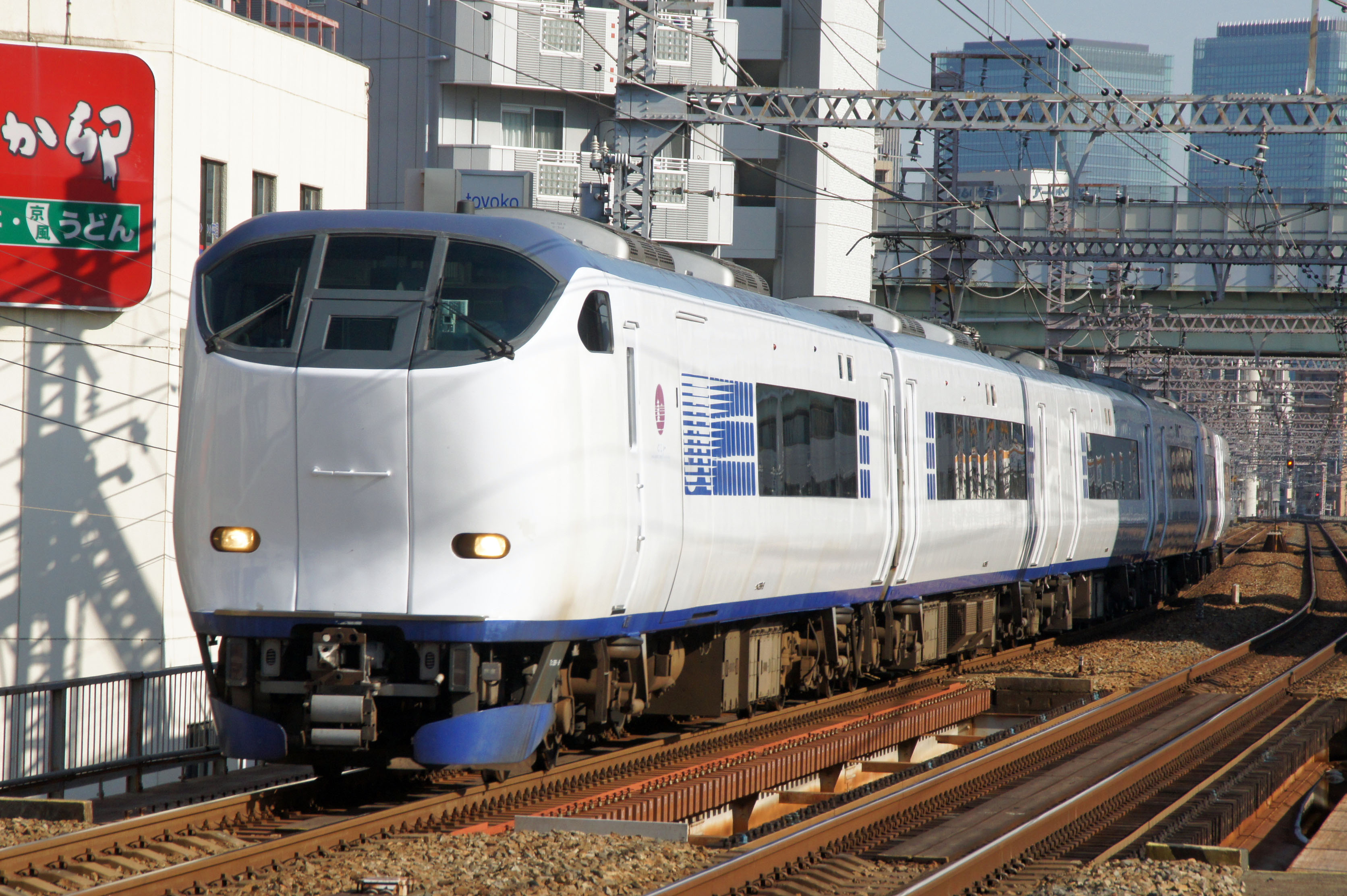
梅田貨物線を経由して京都駅まで直通運転する「はるか」

大阪環状線 - 関西本線間の快速電車や、新快速の湖西線乗り入れなど、国鉄時代から実施されていた直通運転を、JR化後はそのネットワークを活用して一層拡大することとなり、特急列車の直通運転が開始された。1988年のなら・シルクロード博覧会を機に梅田貨物線の旅客使用を開始し、翌1989年7月22日の関西本線と阪和線を結ぶ連絡線の開通に伴って、紀勢本線の特急「くろしお」や一部の阪和線（きのくに線）快速が新大阪駅まで乗り入れを開始した。1994年6月には関西空港線の開業に合わせて京都駅 - 関西空港駅間に関空特急「はるか」の運転を開始した。
1980年代からの沿線の開発に伴う人口増加や郊外化、「のぞみ」の充実など新幹線の輸送改善を追い風に、アーバンネットワーク区間の利用客は年々増加し、ダイヤ改正のたびに利便性向上の施策がとられるようになった。1991年9月には北陸本線の田村駅 - 長浜駅間が直流化されて新快速が長浜駅まで運転されるようになった。1995年の阪神・淡路大震災では、いち早くJR神戸線が全線復旧し、利用客の増加に拍車をかけた。また、各線で新駅の設置や複線化等の輸送力増強工事が進められた。
運転系統の充実・既存線相互の直通運転に加え、1997年3月8日にはJR東西線が開業、2008年3月15日にはおおさか東線の南部分が開業し、大和路線からの直通列車も登場した。このおおさか東線は北部区間が2019年3月16日に開業、さらに2023年3月18日の大阪駅（うめきたエリア）地下ホームの開業もあり、上記私鉄各線と相互に利用が可能なエリアの拡大を含めた利便性の向上とネットワークの拡大は今後も続く予定である。
所要時間短縮を意識しすぎた余裕の少ない運行ダイヤは、わずかの事象で大きなダイヤの乱れにつながることとなった。また、直通運転の拡大はダイヤの乱れの影響を広範囲に及ぼすこととなった。2002年11月6日、塚本駅 - 尼崎駅間で鉄道人身障害事故（消防隊員の死傷事故）が発生した際、安全の確認より列車運行を優先させたとして批判があった。さらに2005年4月25日の福知山線列車脱線事故では、余裕のないダイヤが乗務員に過度のプレッシャーをかけているのではないかと大きく批判を浴びることになったため、その後のダイヤ改正で余裕時間や駅停車時間が見直され、所要時間が増加している。特に翌2006年3月18日のダイヤ改正では新快速の所要時間が運転開始以来初めて延びることとなった。
天王寺駅構内の阪和短絡線の複線化（2008年3月15日完成）などダイヤの安定性を高める施策や、保安装置の拡充などが今後も引き続いて進められることになっている。

### 旅客案内

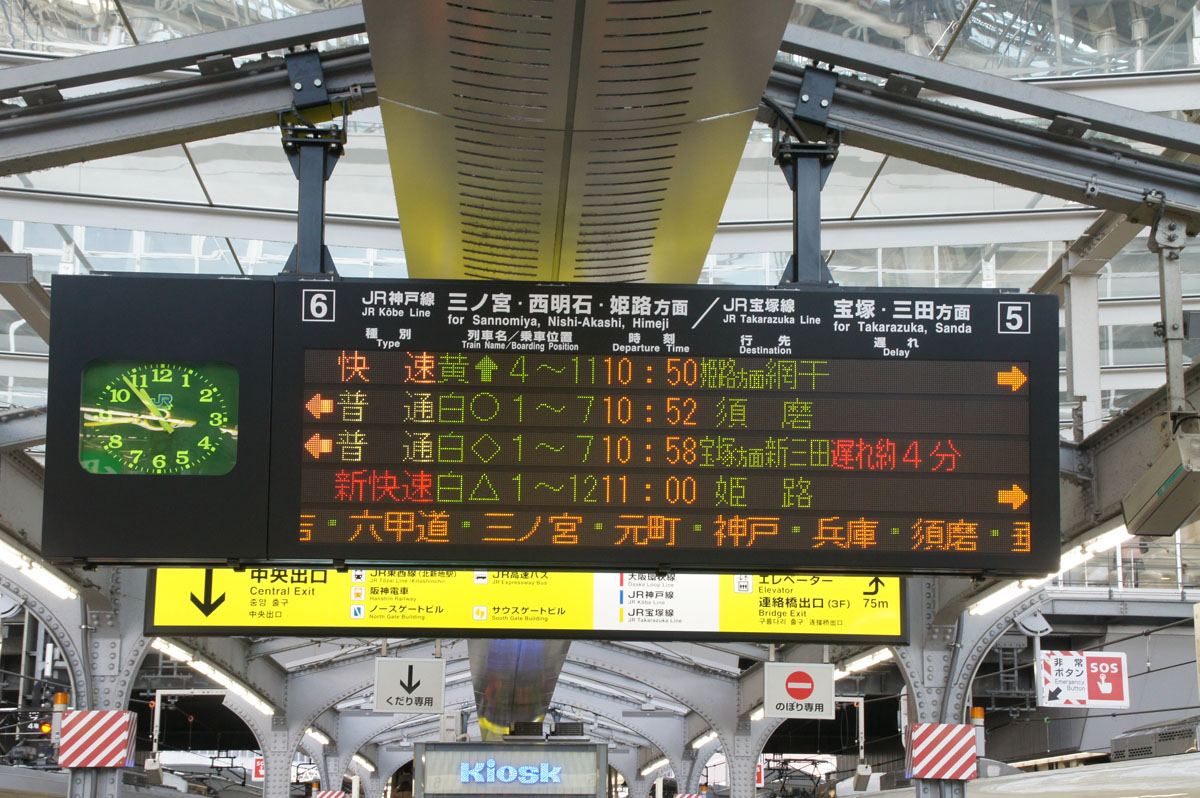
主要駅仕様の発車標（大阪駅）

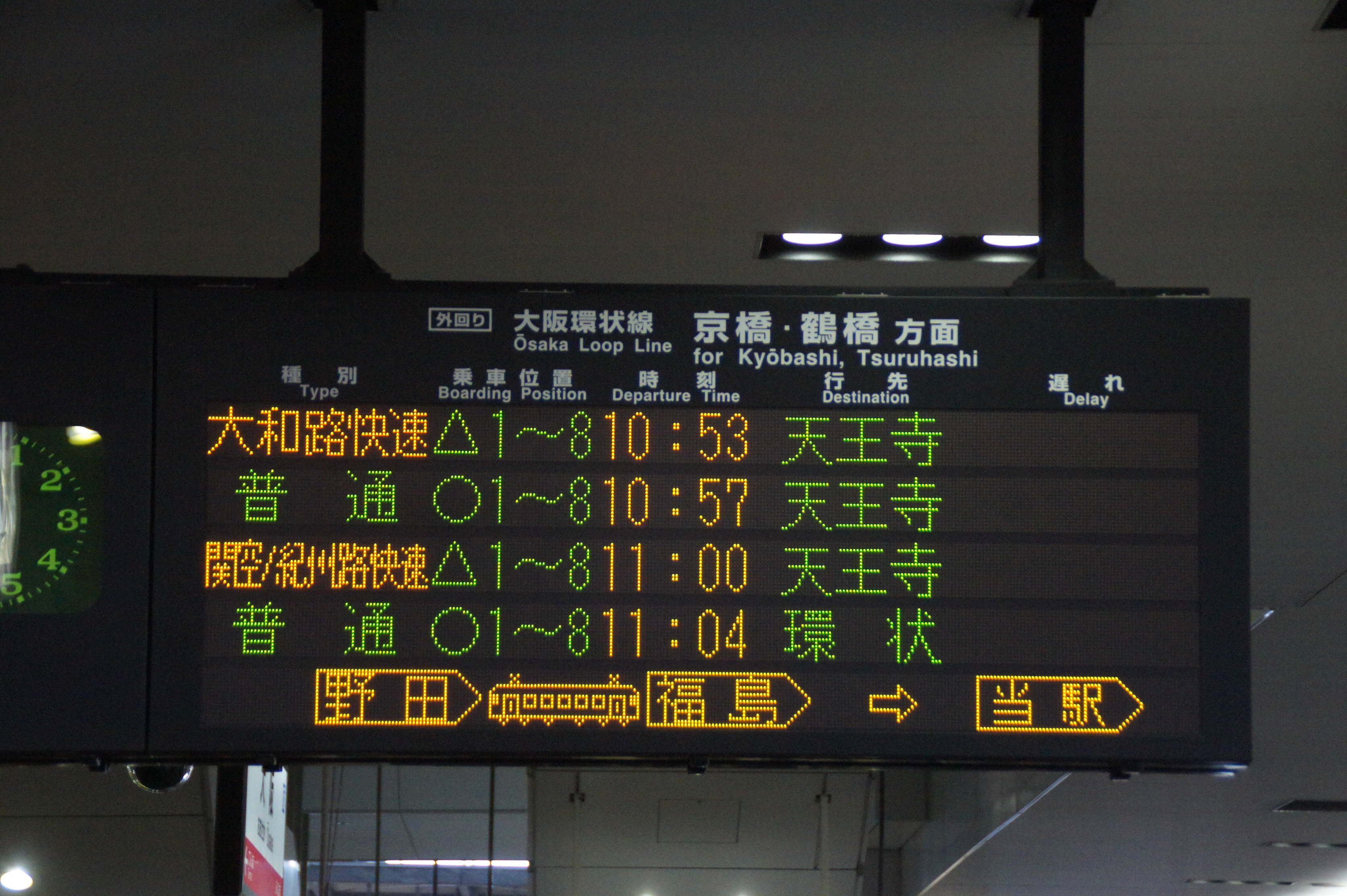
列車接近表示（大阪駅）

列車指令所による列車制御の一元化に合わせて、旅客案内の拡充なども進めている。
アーバンネットワーク内の各路線では、1997年3月8日のダイヤ改正以降、駅の発車標・列車の行先表示や放送などで方面と行先を併記した「○○方面△△」（「姫路方面網干」「宝塚方面新三田」など）と案内される。これは新幹線からの乗り継ぎ客など、地名に馴染みのない利用客に配慮したもので、JR東海との共同使用駅となっている米原駅でも、同社の東海道本線（米原駅以東）で運転される列車のうち名古屋駅以東へ運転される列車に対して「名古屋方面○○」と案内している。また、京都駅以東の敦賀方面や東西線を介する直通運転など経路が複数存在する場合は、経由路線を明記した「XX線経由◇◇」（「湖西線経由敦賀」「東西線経由宝塚」など）といった表記も用いられている（JR東西線関連以外の本格実施は1999年5月10日以降）。また、各駅から京都・大阪・神戸など主要駅への先着列車の表示や放送を行っている。
2015年3月のダイヤ改正から路線記号を導入。吹田総合車両所（日根野支所・奈良支所）の所属車両を皮切りに、2017年までに路線記号対応の種別幕に交換され、他路線へ直通運転する列車の場合、直通運転先の路線記号およびラインカラーを掲出するようになった。

#### 発車標
発車標は発光ダイオード(LED)式を標準とし、一部プラズマディスプレイ式が採用され、ほとんどの駅に設置されている。
発車標には一部の駅と特急・急行列車を除き、乗車位置が表示される。ホームには目安となる印（△、↑、○、◇など）と数字が書かれている（例：「△ 1 △」）。扉数や編成数などで乗車位置が変わるので、乗客はこれに表示された位置に並ぶ方式となっている（表示形式の例:「△1〜12」「白○1〜7」）。列車が接近すると、到着・通過を知らせる接近表示が点滅するものもある。なお、運行管理システム導入線区や自動進路制御装置 (SRC) 区間など一部の駅では、列車に遅延が発生した場合には遅延時間（「遅れ約○分」「Delay ○ minutes behind」、2時間以上の遅れの場合は「遅れ120分以上」「Delay 120 minutes over」）が表示される。大幅なダイヤ乱れ時には次の列車が到着するまでの時間が表示（「到着まで約○分」「○ min. until arrival」）されることもある。
阪和線（羽衣線区間を除く）／琵琶湖線・JR京都線・JR神戸線・赤穂線（相生駅 - 播州赤穂駅間）／大阪環状線・JRゆめ咲線・大和路線・おおさか東線／学研都市線・JR東西線・JR宝塚線（尼崎駅 - 新三田駅間）／湖西線（山科駅‐近江今津駅間）ではアーバンネットワーク運行管理システムと連動した表示となっている。また、次に到着する列車の現在位置表示も行われている。

#### 異常時情報提供ディスプレイ

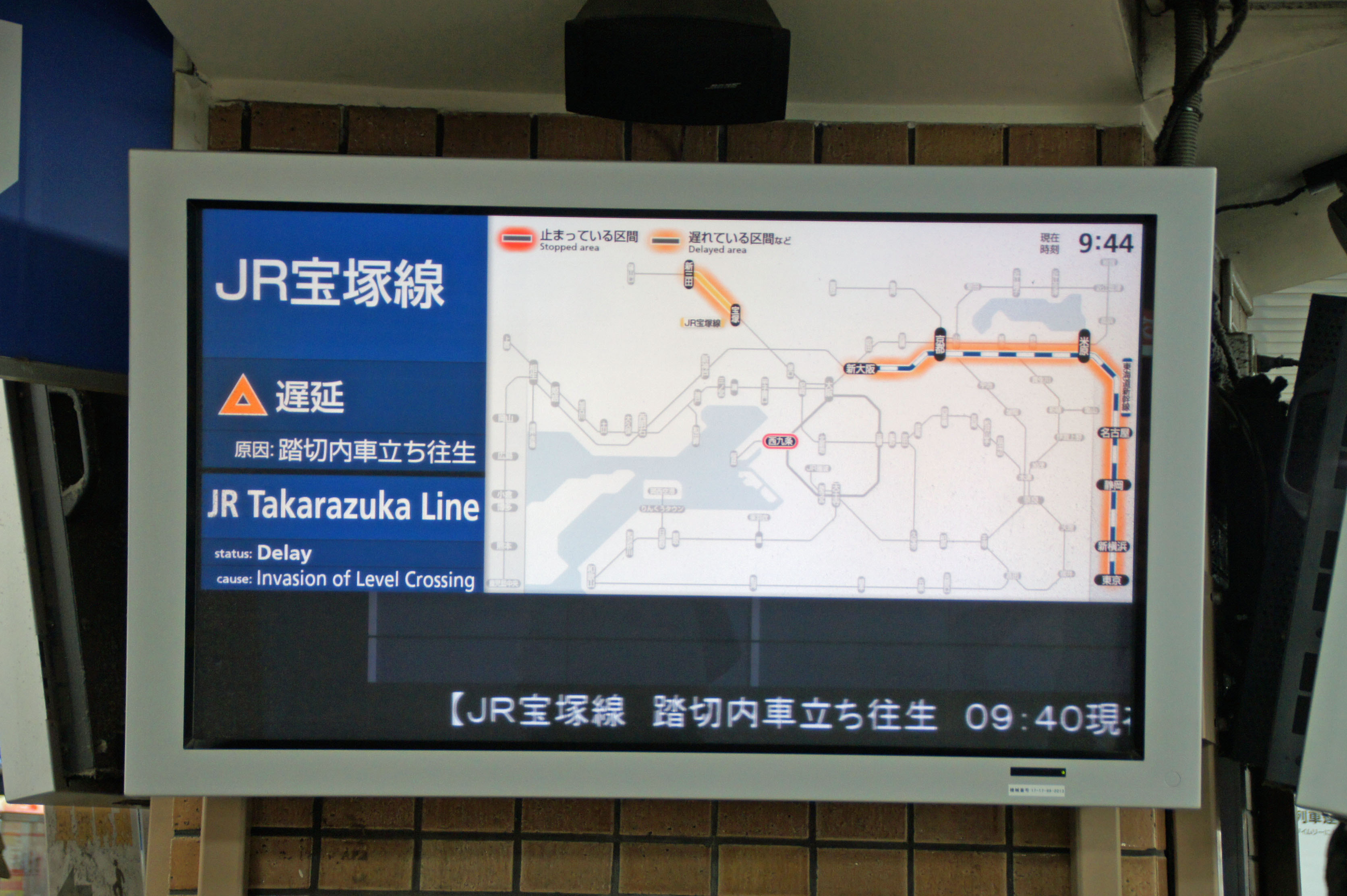
異常時情報提供ディスプレイ

2003年から一部の駅の改札口・コンコース付近にプラズマディスプレイを設置していたが、2008年4月1日から「異常時情報提供システム」に移行している。普段は自社の宣伝や運行情報などを表示しているが、異常時には近畿総合指令所が運転見合わせ区間や振替輸送区間などの情報を一括入力して路線図形式による案内を行っている。情報を提供する区間はアーバンネットワークの路線区と東海道・山陽新幹線・九州新幹線である 。2016年9月8日からは、表示路線が拡大され、路線記号・ラインカラーに対応したものに更新されている。

#### 車内案内表示装置
221系・207系・223系および205系体質改善車にはLED式の旅客案内装置を、321系・225系には19インチの液晶ディスプレイ (LCD) タイプの案内装置を、323系には17インチのワイドLCDを、223系1000・2000番台改造車には20.7インチのワイドLCDをそれぞれ設置しており、号車表示（207系未更新車を除く）・行先・停車駅・次駅案内や自社PRなどを行っている。また、321系・225系・323系および223系1000・2000番台改造車ではLCDで広告・生活情報・ニュース・天気予報（WESTビジョン）と文字による運行情報を表示している。ダイヤ乱れによる運用変更や表示不具合などの場合は種別・行先のみを表示するか、JR西日本のロゴが表示される。
なお、JR京都・神戸線で運用される223系330両について、2021年度までにLCD式案内装置への交換が進められた。

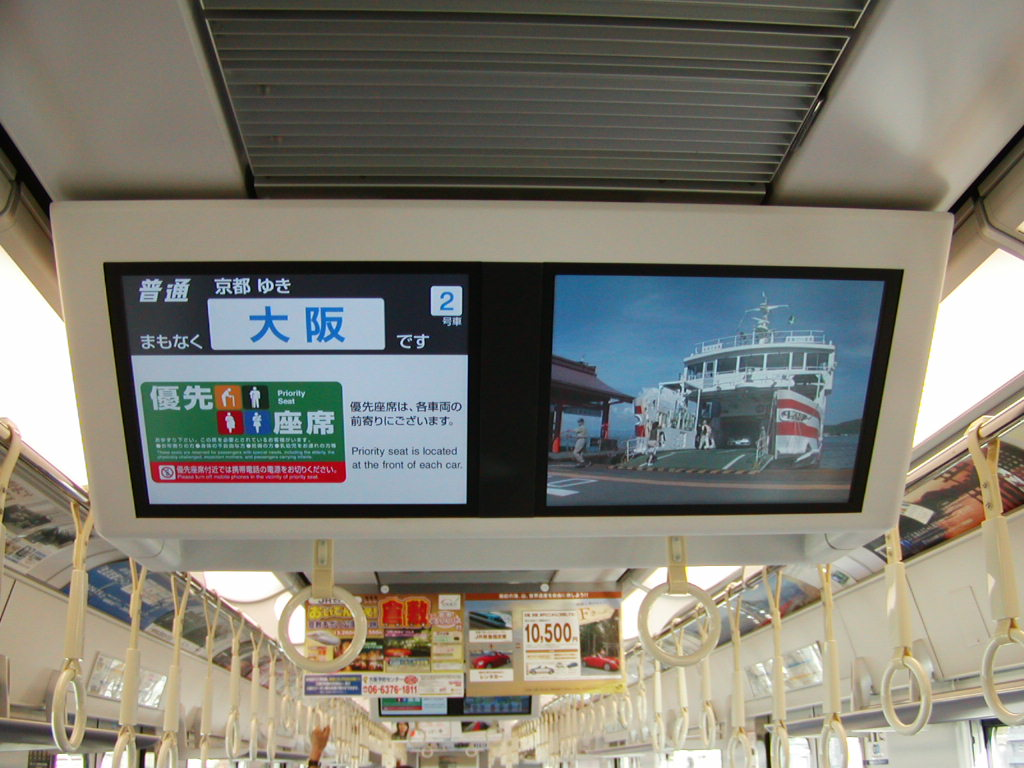
321系の液晶モニタ
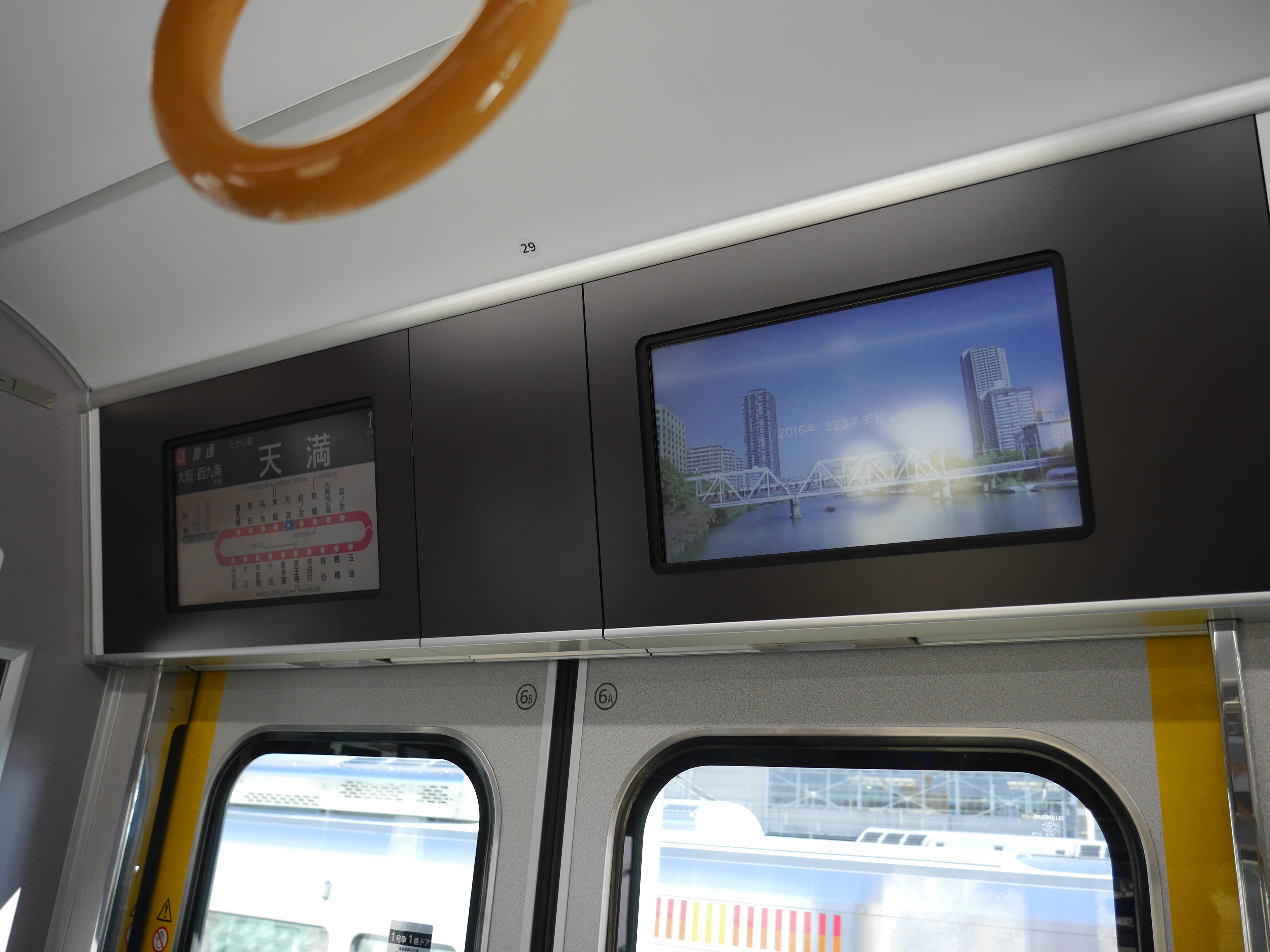
323系の液晶モニタ
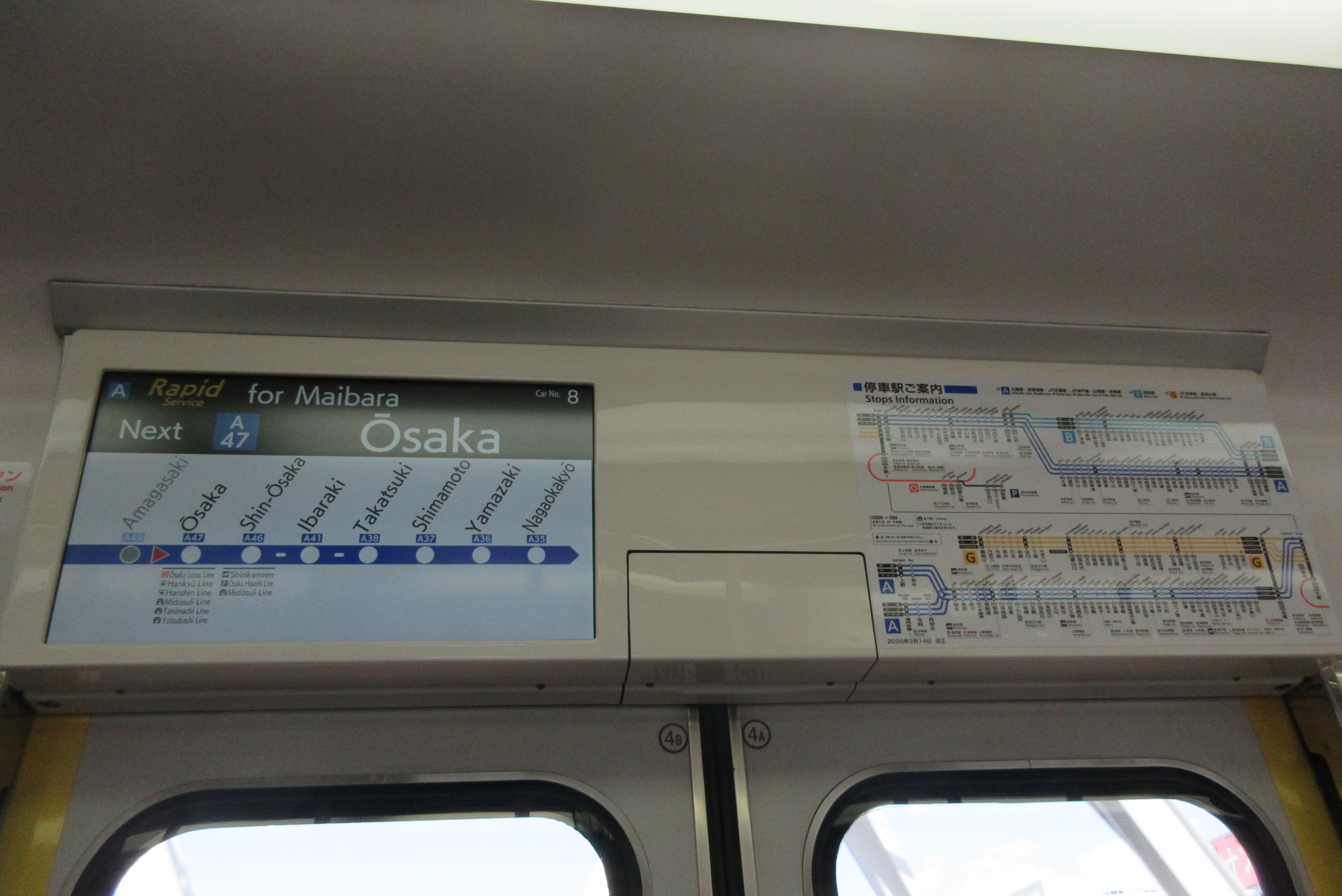
223系2000番台の液晶モニタ（旅客案内用）
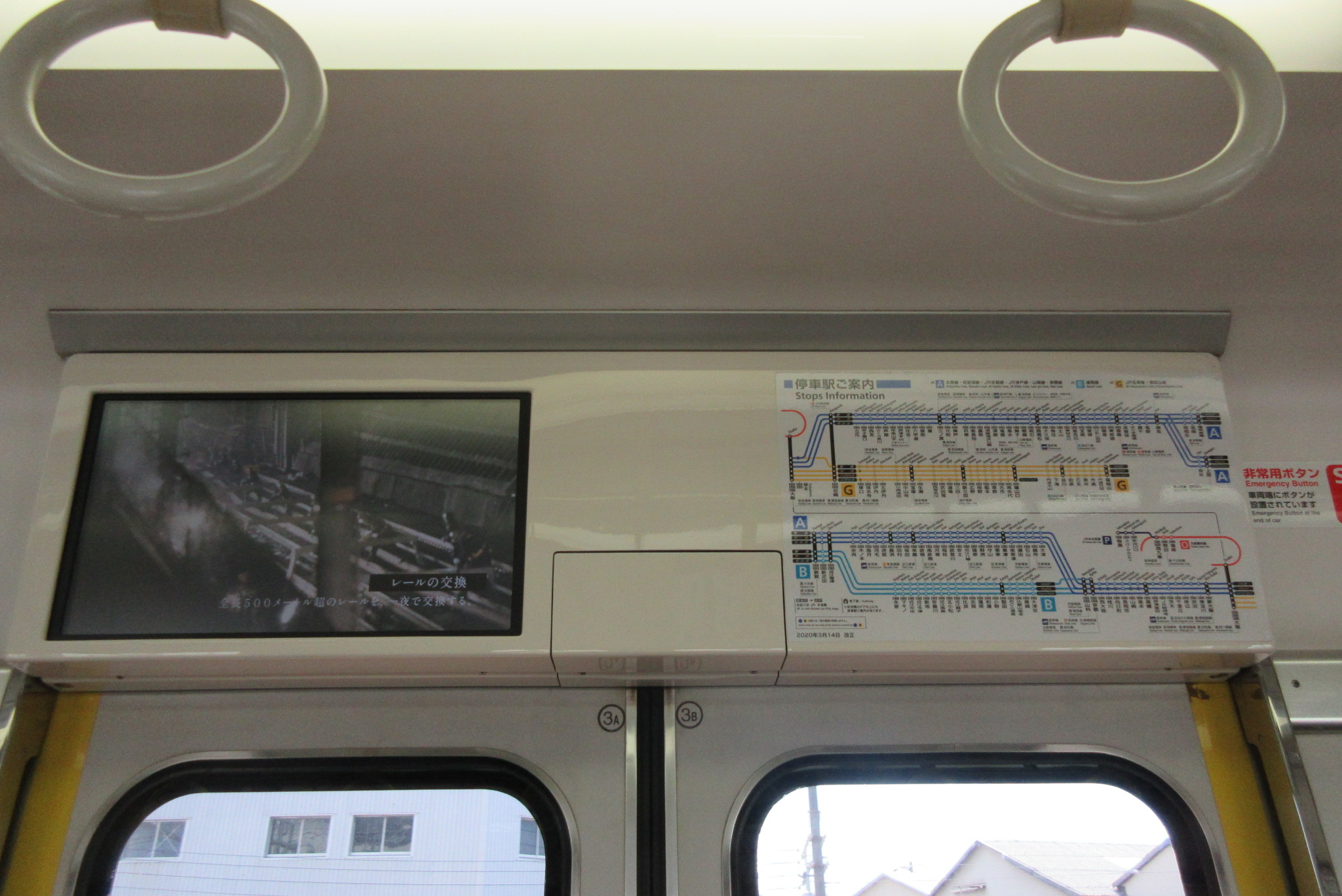
223系2000番台の液晶モニタ（広告・運行表示用）

### 自動改札機・Jスルーカード・ICOCAの導入
駅の利便性向上にも重点が置かれており、1997年のJR東西線開業を機に京阪神エリア全駅で自動改札機および磁気券の本格導入を開始した。1999年にはJスルーカード（ストアードフェアシステム）を導入、2003年からはICカード「ICOCA」を導入している。さらに2006年から「PiTaPa」との相互利用を開始するなど他社ICカードとの相互利用も行い、利便性向上を進めている。なおICOCAの普及に伴い、Jスルーカードは2009年3月1日をもって自動改札機および自動精算機での利用を終了し、自動券売機での支払いにのみ使用可能となった。アーバンネットワークとICOCAの利用可能駅は完全に一致しておらず、一部の駅（関西本線柘植駅 - 加茂駅、和歌山線五条駅 - 和歌山駅、紀勢本線海南駅以南の特急停車駅を除く全駅、山陽本線相生駅 - 上郡駅など）では利用できない。また、大阪近郊区間とも完全に一致していない。2018年10月からは、「昼間特割きっぷ」に代わるサービスとして、利用回数や時間帯に応じて運賃割引が受けられる「ICOCAポイントサービス」が開始された。
なお、ICOCAについてはアーバンネットワーク外・近畿エリア外でも順次導入されている。

### 女性専用車の導入

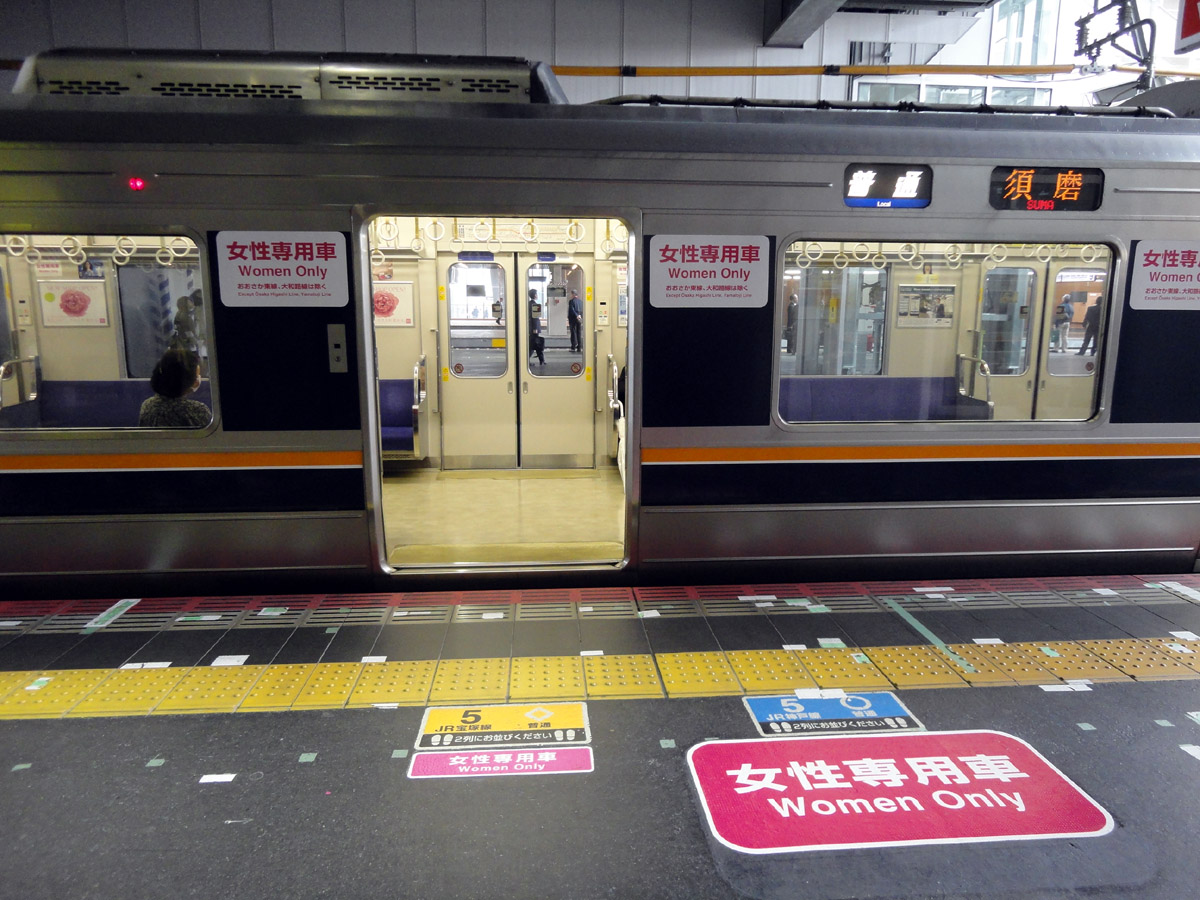
女性専用車と乗車位置

主に痴漢などの車内での迷惑行為を防止するために、2002年から関西で初めて女性専用車を導入している。指定の車両および乗車位置に黄緑色を用いた案内ステッカーが、ドア窓に小型の鏡ステッカー（ガラス貼付面は青色）が貼付されていたが、2011年春から案内ステッカーが大型化され、ピンク色が用いられるようになった。当初は4扉車のみに導入されていたが、2016年以降は3扉車にも女性専用車が設定されるようになった。なお、ダイヤ乱れ等の理由で、女性専用車の設定が解除される場合がある。
導入時期
2002年7月1日より、大阪環状線の平日の始発から9時までの周回列車および、学研都市線の平日の始発から9時までに京橋駅に到着する下り列車の最後部車両を女性専用車として試験的に導入し、同年10月1日から本格的に導入した。その後、同年12月2日からはJR京都線・JR神戸線・JR宝塚線などにも拡大して、平日の17時から21時までの時間帯についても女性専用車の設定を行い、2004年10月18日からは大和路線・和歌山線・阪和線にも導入した。さらに2011年4月18日からは、JRゆめ咲線にも女性専用車を導入するとともに、平日・休日にかかわらず毎日、始発から終電まで女性専用車が設定されるようになった。
| 線区                       | 有効区間            | 種別                                                         | 連結位置                                               |
| -------------------------- | ------------------- | ------------------------------------------------------------ | ------------------------------------------------------ |
| 大阪環状線 JRゆめ咲線      | 全区間              | 普通                                                         | 323系8両編成の4号車                                    |
| 学研都市線 JR東西線        | 全区間              | 普通・区間快速・快速                                         | 207系・321系7両編成の5号車 （木津・野洲寄りから3両目） |
| 琵琶湖線 JR京都線 JR神戸線 | 野洲駅 - 加古川駅間 | 普通 （京都駅・高槻駅 - 明石駅間で快速運転を行う列車を除く） | 207系・321系7両編成の5号車 （木津・野洲寄りから3両目） |
| JR宝塚線                   | 全区間              | 普通・快速                                                   | 207系・321系7両編成の5号車 （木津・野洲寄りから3両目） |
| 阪和線                     | 羽衣線を除く全区間  | 普通・区間快速                                               | 225系6両編成の3号車                                    |
| 大和路線                   | 奈良駅 - JR難波駅間 | 普通・快速                                                   | 201系・221系6両編成の3号車                             |
| 和歌山線                   | 王寺駅 - 高田駅間   | 普通・快速                                                   | 201系・221系6両編成の3号車                             |
| おおさか東線               | 全区間              | 普通                                                         | 221系6両編成の3号車                                    |

## 安全対策

### ホーム柵の設置
旅客の転落防止のため、一部の駅にホーム柵として通過線ホーム柵・可動式ホーム柵・昇降式ホーム柵が設置されている。
通過線ホーム柵は、JR京都線・JR神戸線・阪和線の一部の駅ホームにおいて、通常は列車が停車しないのりばに設置されている。異常時など臨時停車を行う際には、駅係員の操作により手動でホーム柵を開閉できる。
可動式ホーム柵は、全列車4扉車で運転されるJR東西線の北新地駅・大阪天満宮駅での設置を皮切りに、JR京都線や大阪環状線など停車する車両の扉数が統一されているホームへの設置が進められている。また、扉の数や位置の異なる様々な車両に対応できるホーム柵として、2013年12月5日から2014年3月まで桜島駅において昇降式ホーム柵が試行された。これは、ロープが支柱に固定されて支柱そのものが昇降する仕組みで、2014年12月13日から六甲道駅で試験が行われた。このホーム柵は高槻駅の新設ホームに設置され、2016年3月26日のダイヤ改正から使用を開始した。

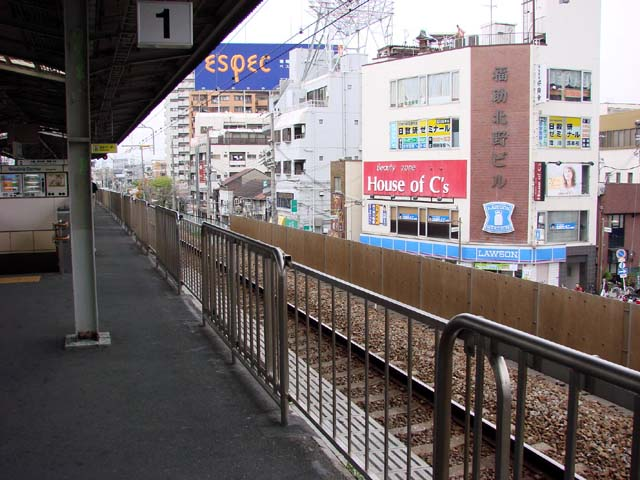
通過線ホーム柵
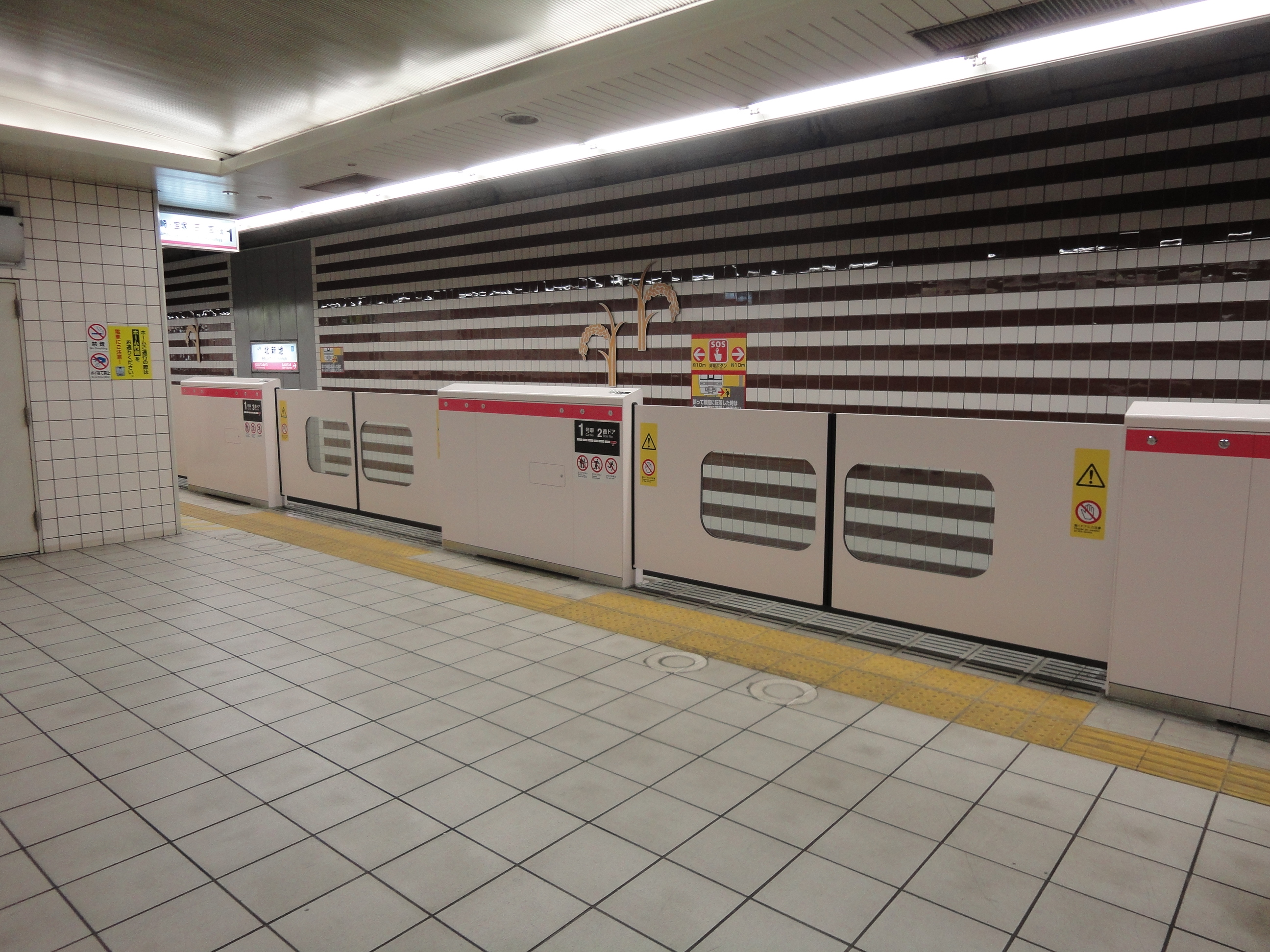
可動式ホーム柵
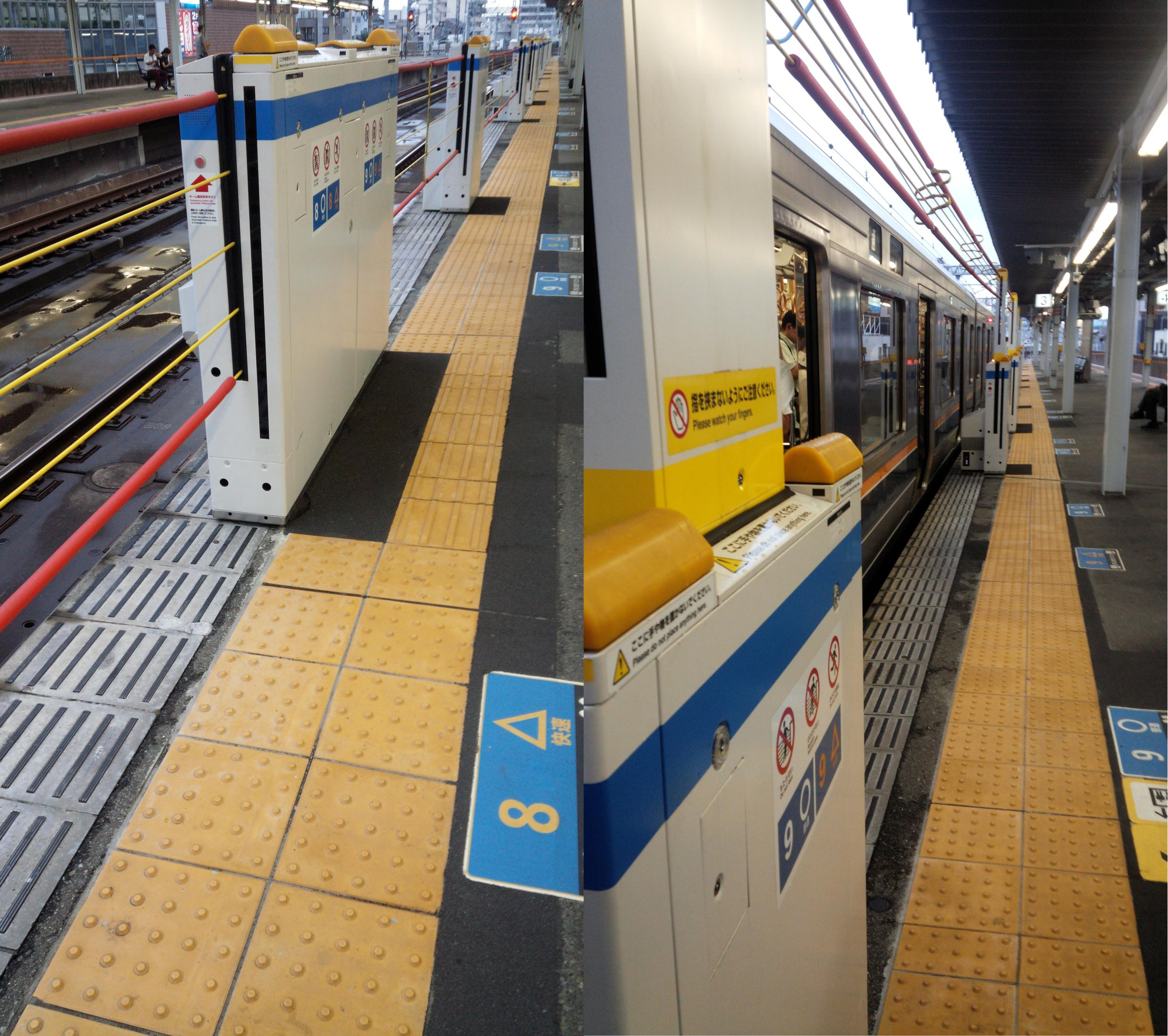
昇降式ホーム柵（左が閉扉状態、右が開扉状態）

### 夜間視認性向上装置の設置

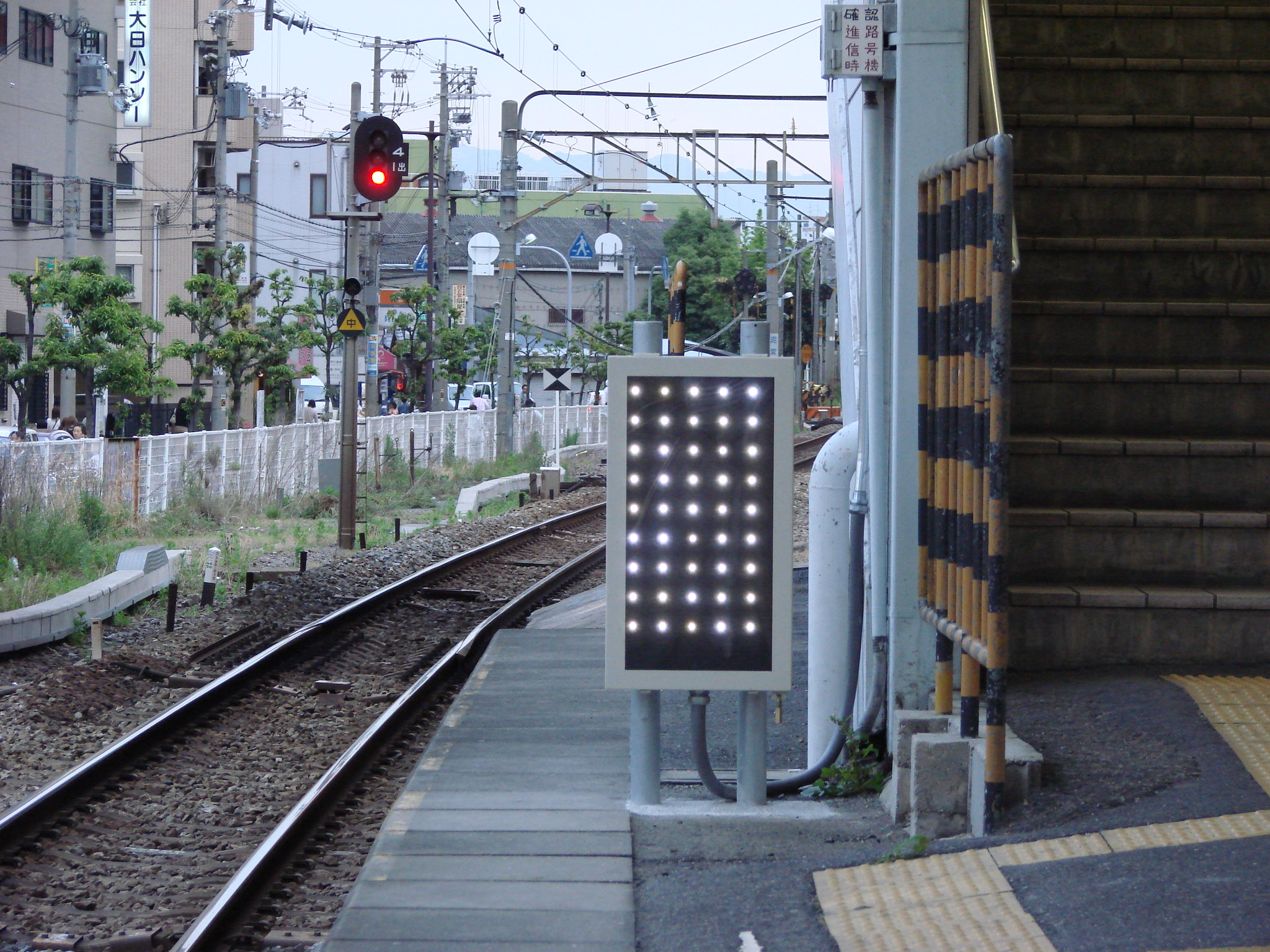
夜間視認性向上装置（通常型）

夜間での客扱い中に、最後尾の車掌から最前部付近の乗降が確認しづらい状況を解消するため、一部の駅において、夜間視認性向上装置 (TC-PAC) が設置されている。乗降客が装置からの光源を遮ることにより、車掌に旅客の存在が分かる仕組みとなっている。

### ATS-Pの整備
アーバンネットワークの高密度線区を対象に、従来より高度な信号保安方式であるATS-P型の整備を進めている。なお、導入はすべての信号機にATS-P形の地上子を設ける全線P方式と、場内信号機・出発信号機および一部の閉塞信号機のみATS-P形の地上子を設けることで簡素化した拠点P方式の2つがある。アーバンネットワークでは、和歌山線・万葉まほろば線・赤穂線・北陸本線・和田岬線・関西本線・紀勢本線以外の線区にATS-P型が整備されている。

## プロジェクト

### 新駅の設置

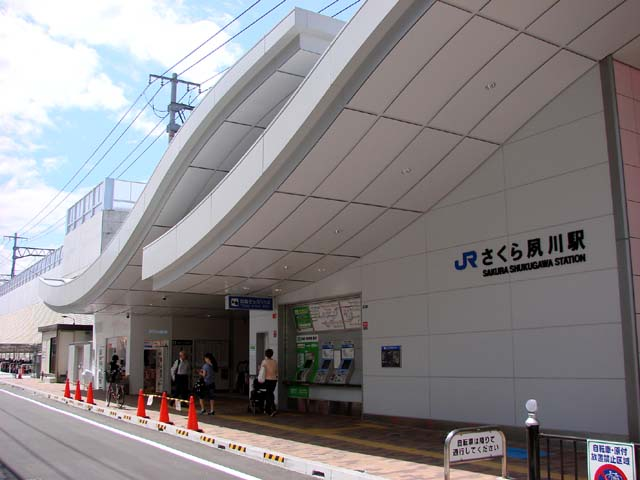
さくら夙川駅

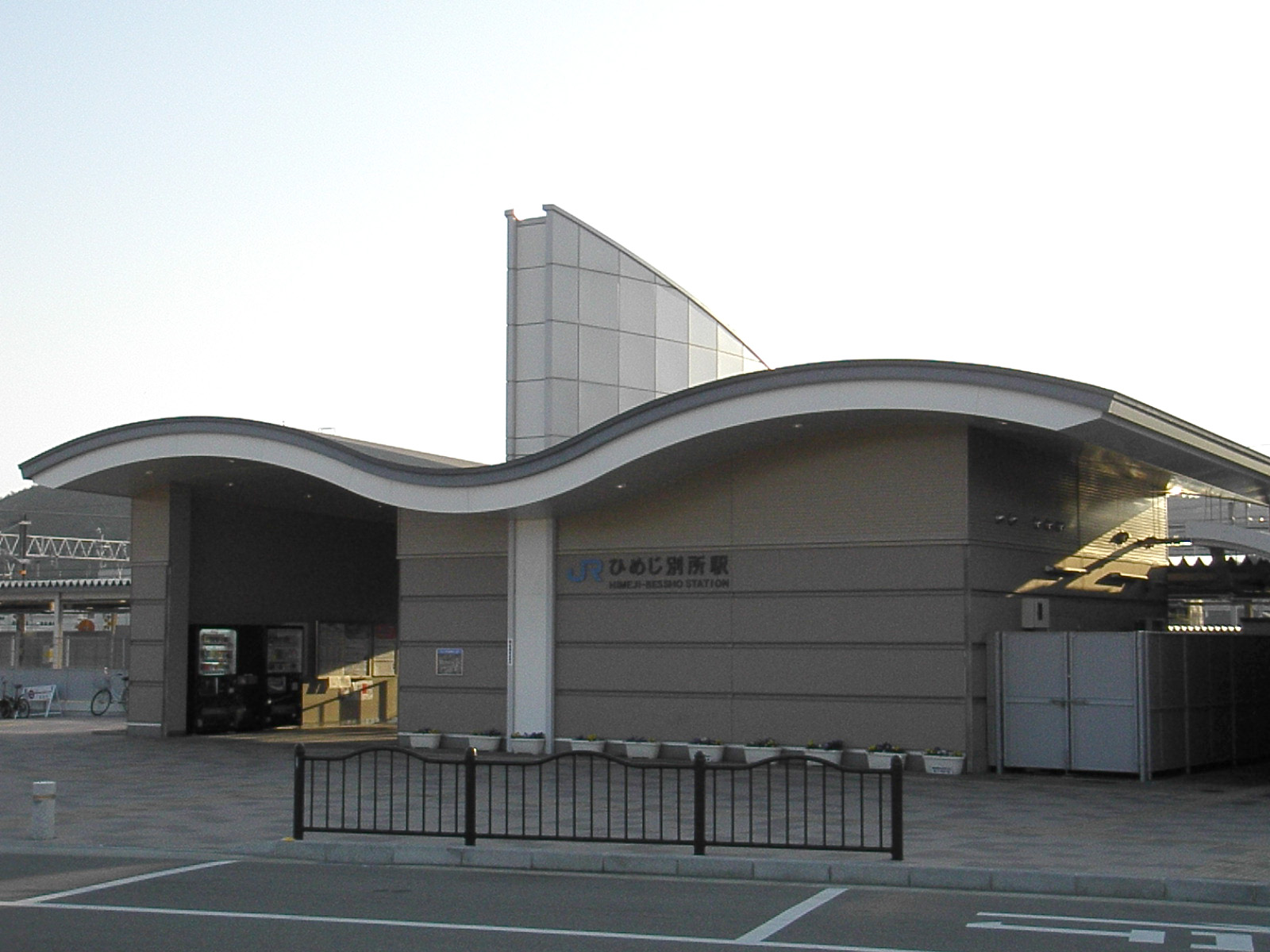
ひめじ別所駅

駅を核としたまちづくりへの寄与、利便性の向上および複数路線を利用可能とすることによる鉄道の利用機会創出のため、新駅の設置を進めている。以下、2004年以降のアーバンネットワークでの新駅開業状況を記す。
- 2004年3月13日 : 和歌山線 JR五位堂駅
- 2005年3月1日 : JR神戸線 ひめじ別所駅
- 2007年3月18日 : JR神戸線 さくら夙川駅
- 2008年3月15日 : JR京都線 島本駅、JR神戸線 須磨海浜公園駅、山陽本線 はりま勝原駅
- 2008年10月18日 : JR京都線 桂川駅
- 2016年3月26日 : JR神戸線 摩耶駅、東姫路駅
- 2018年3月17日 : JR京都線 JR総持寺駅、おおさか東線 衣摺加美北駅
- 2019年3月16日 : 嵯峨野線 梅小路京都西駅[41]

### JR東西線の開業
学研都市線京橋駅からJR宝塚線尼崎駅までの12.5kmを結ぶJR東西線が1997年3月8日に開通し、同線を介して関西文化学術研究都市のある京阪奈丘陵と三ノ宮・神戸方面や神戸三田国際公園都市がある北摂・北神地域の直通運転が開始された。

### 主要ターミナル駅の改良と駅周辺の再開発

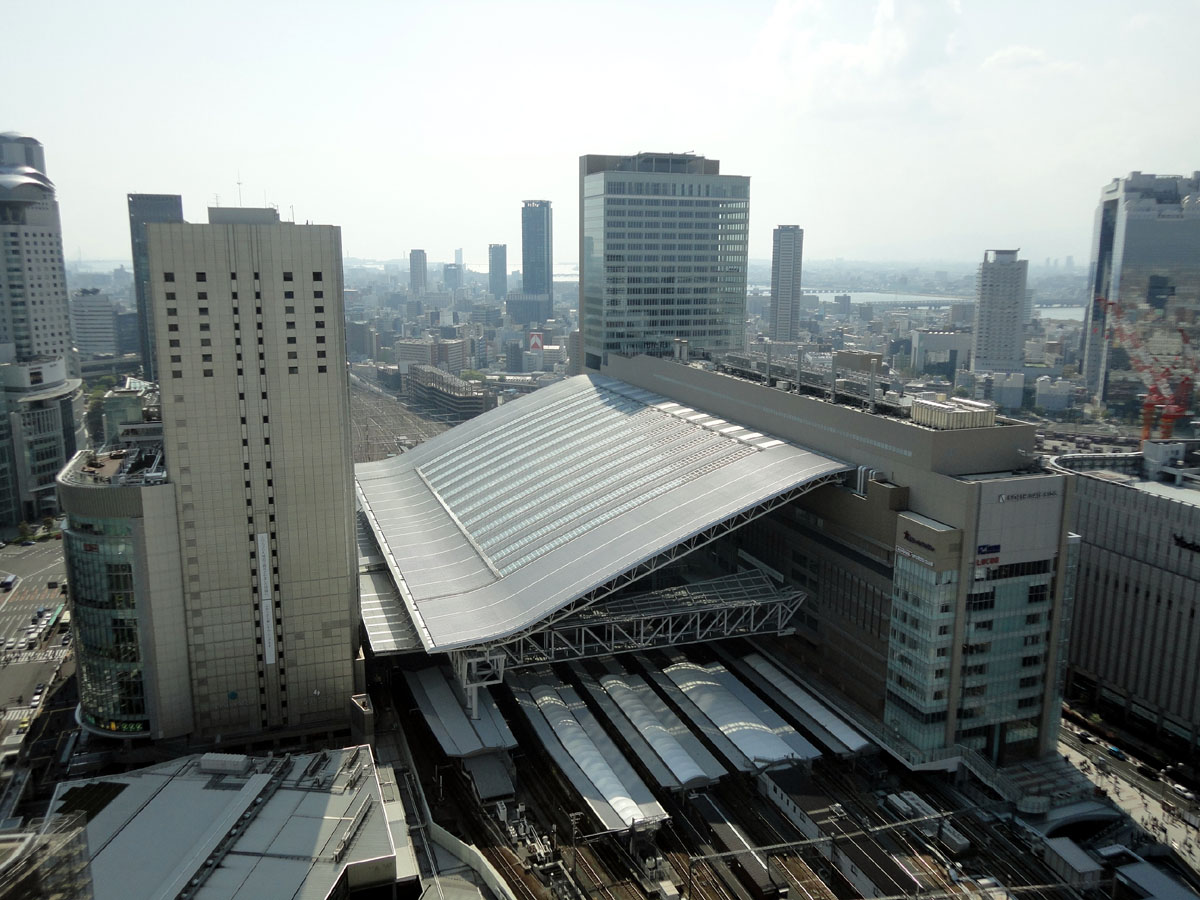
グランドオープン目前の大阪駅（2011年4月）

梅田貨物駅周辺の大阪駅北地区は「都心に残された最後の一等地」として大規模な再開発が進んでおり、これに合わせて大阪駅の改良工事が進められた。工事は、橋上駅舎とホームを覆うドームの新設、コンコースとホームの改良などによるバリアフリー施設の整備、新北ビル（メインテナントは三越伊勢丹）の建設、アクティ大阪の増床などで、2011年5月4日に「大阪ステーションシティ」としてグランドオープンした（大阪2011年問題も参照）。また2012年10月には桜橋口の駅ナカ施設のリニューアル（エキマルシェ大阪）が完成している。
新大阪駅ではおおさか東線整備事業に伴って改良工事が行われており、在来線改札口・コンコースの改良などが行われている。2014年3月にはコンコース内に大規模な駅ナカ施設（エキマルシェ新大阪）が一部完成した。
天王寺駅では関西国際空港開港前後を境に改良工事が進み、阪和短絡線の新設（後述）と大和路線ホームの拡張、天王寺ミオの建設やステーションプラザてんのうじ（現在の天王寺ミオプラザ館）の改装・増床、駅ナカの充実などの工事が行われた。2010年以降も、あべのハルカスなど駅周辺の再開発事業と連携する形で中央口を中心に改良工事を行い、2012年11月にはコンコース内にコンビニとスイーツ販売との複合店舗（アントレマルシェ天王寺）が開業。天王寺ミオプラザ館の再改装工事も2013年3月に終了し、同月リニューアルオープンした。2017年以降は東口の橋上通路の耐震リニューアル工事も行われている。
京都駅でも駅ビルの完成に合わせて1997年までに大規模な改良工事を行い、嵯峨野線・関空特急「はるか」、奈良線用のホーム増設、近鉄京都駅との改札分離、駅舎橋上化に伴う自由通路の新設などを行った。1997年以降もさらなる改良工事が行われ、2007年には駅西側にビックカメラ京都店を開業させている。また2008年2月には自由通路の西側に「スバコ・ジェイアール京都伊勢丹」が開業し、大規模な駅ナカが完成した。
そのほかの駅でも、駅ナカの充実など駅自体の集客能力の向上を進めている。

### 輸送改善

#### 桜島線（JRゆめ咲線）
ユニバーサル・スタジオ・ジャパン (USJ) を核とした土地区画整理事業により安治川口駅 - 桜島駅間の線路移設工事を2001年3月に完了し、同時にユニバーサルシティ駅を開業させるとともに、公募により「JRゆめ咲線」の愛称が付けられた。また、USJにちなんだ4種類のラッピング列車の運行を開始し、一部を除き線内折り返しのみの運転から大阪環状線への直通運転を大幅に増発するなどUSJアクセスとしての輸送改善を行った。

#### 奈良線
沿線人口の増加や、JR東海の「そうだ 京都、行こう。」キャンペーン、1997年の4代目京都駅ビル開業の効果による利用増加が著しく、大規模な輸送改善が行われた。2001年3月に京都駅 - JR藤森駅間、宇治駅 - 新田駅の複線化およびJR小倉駅の開業、駅・分岐器・信号設備改良などの工事が完成、列車の速達化や増発、ラッシュ時の快速設定が実現した。これらの一連の輸送改善の資金は京都府の負担のウェイトが高い。
また、残る単線区間のうち、JR藤森駅 - 宇治駅間 (9.9km)、新田駅 - 城陽駅間 (2.1km)、山城多賀駅 - 玉水駅間 (2.0km) の3区間、合計約14kmが2023年春に複線化され、複線化率は23.6%から64.0%に向上した。
一方環境省が2015年（平成27年）に国土交通大臣に提出した、奈良線の複線化事業に係る環境影響評価における、沿線環境対策についての指摘項目では、「適切な環境保全措置を講じ、転動音、車両機器音及び構造物音の低減を図ること」として、ロングレール化や鉄橋におけるコンクリート床版化の極力導入と並び、「103系からの代替による低騒音型機器搭載車両の導入推進」が求められており、阪和線で運用を終えた205系が転属し、2018年3月17日のダイヤ改正から営業運転を開始した。

#### 片町線（学研都市線）
関西文化学術研究都市へのアクセス改善のため高速化と各種改良工事が行われた。松井山手駅 - 京田辺駅間の高速化工事では、大住駅・京田辺駅の構内改良、JR三山木駅付近の線路移設および高架化が行われ、列車の増発と京田辺駅までの7両編成での運行が可能になった。
さらに京田辺駅 - 木津駅間の輸送改善工事で、同志社前駅 - 木津駅間でホーム延伸工事が行われ、2010年3月13日以降、全線で7両編成での運行となり、京田辺駅での増解結作業を解消している。

#### 山陰本線（嵯峨野線）
奈良線同様に利用が急増し、1996年に二条駅 - 花園駅間の高架化、2000年に二条駅 - 花園駅間を複線化するなど、線路移設や部分的な複線化によって輸送改善を行ってきたが、2003年からはさらなる輸送力増強のため、京都駅 - 園部駅間の全線複線化工事および嵯峨嵐山駅・亀岡駅の改良工事と、周辺道路の混雑解消と安全確保のため花園駅 - 嵯峨嵐山駅間の高架化工事が行われた。
2008年12月14日のダイヤ改正をもって馬堀駅 - 亀岡駅間が複線化されて以来、工事の進捗に合わせて部分的に複線化されていたが、2010年3月13日のダイヤ改正時点をもって、京都駅構内の一部を除く全線が複線化された。また、国鉄型の113系・115系が運用を離脱し、JR発足後に製造された221系・223系に置き換えられた。

### おおさか東線整備事業
おおさか東線は、大阪外環状鉄道を事業主体とし、JR京都線新大阪駅 - 大和路線久宝寺駅間約20.3kmを、城東貨物線を活用して旅客化する事業で、2008年3月15日に大和路線久宝寺駅 - 学研都市線放出駅間 (9.2km) が部分開業し、途中に5駅が新設された。これにより、奈良駅 - 尼崎駅間におおさか東線・JR東西線経由の直通快速の運転を開始した。その後、JR長瀬駅 - 新加美駅間に新駅を設置することが決定し、衣摺加美北駅として2018年3月17日に開業した。
新大阪駅 - 放出駅間（11.0km）は、当初2012年春開業の予定であったが、新大阪駅から梅田貨物線を経由し、再開発が進められている梅田北ヤード地区に設けられる地下新駅（仮称・北梅田駅、うめきた新駅）に乗り入れる計画に変更された影響で、開業時期に遅れが生じた。同区間は2019年3月16日に開業し、途中に4駅が新設され、先述の直通快速も含め新大阪駅発着となった。
2020年3月25日には、新駅の開業にあわせて、大阪駅改札内に地下連絡通路を整備し、新駅を大阪駅として扱うことが発表された。新駅は前述のとおり2023年3月18日に大阪駅（うめきたエリア）地下ホームとして開業し、先述の直通快速を含むおおさか東線の列車は大阪駅発着となった。

### 天王寺駅阪和短絡線複線化

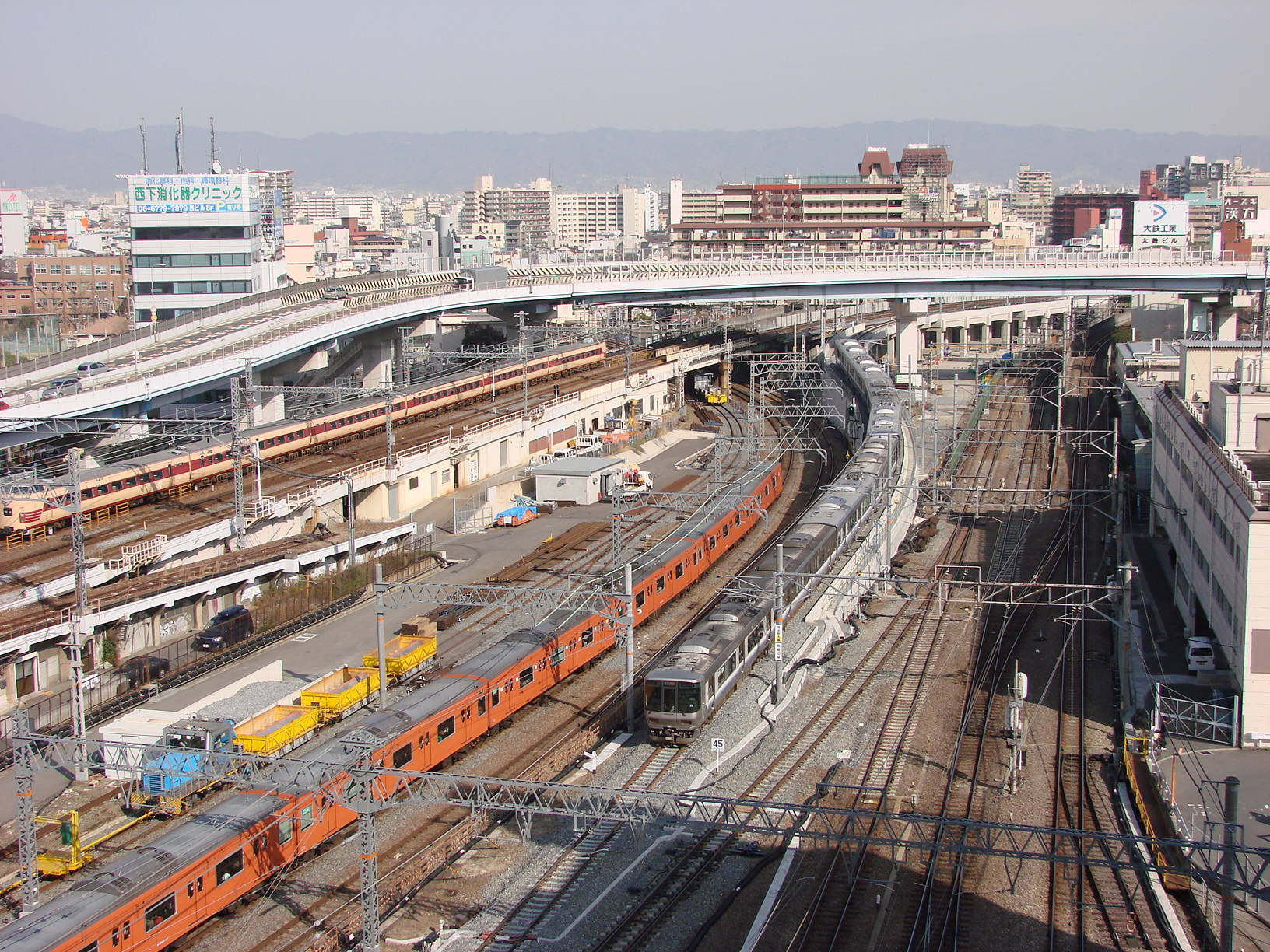
阪和短絡線

天王寺駅構内の関西本線と阪和線を結ぶ短絡線は、1989年7月の完成以来、単線運転を行っていたが、関西本線との平面交差の解消と大阪環状線 - 阪和線間の直通列車増発を目的に複線化工事が行われ、2008年3月15日のダイヤ改正より使用を開始した。阪和線・関西空港線・きのくに線方面への直通列車は天王寺駅16番のりばから15番のりば発着に変更、あわせて新今宮駅でも配線の変更が行われ、大阪環状線方面への直通列車を一部4番のりば発着としている。

### 立体交差事業

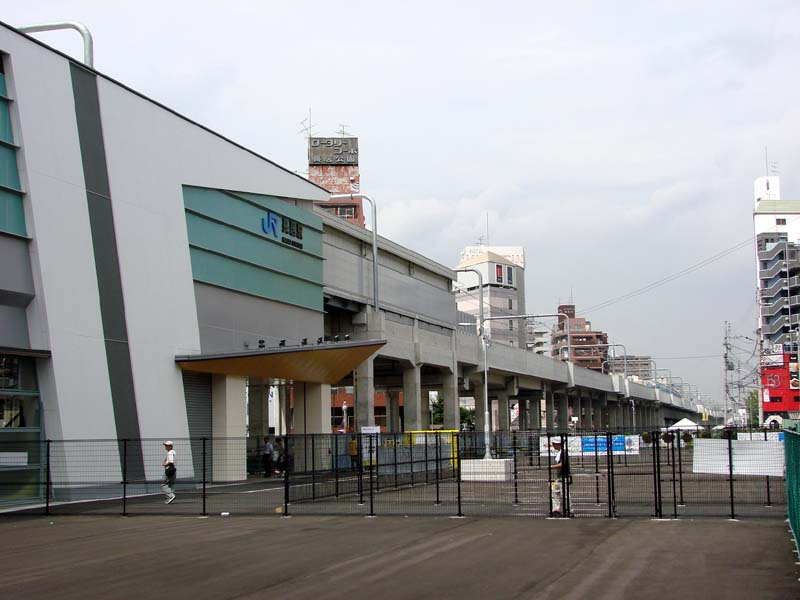
高架化された長居付近

踏切の廃止による交通渋滞の解消や、鉄道線路による市街地分断の弊害をなくすため、連続立体交差事業および限度額立体交差事業が沿線自治体とともに進められている。以下にその供用開始時期を記す。
連続立体交差事業
1989年3月 : 学研都市線 住道駅および駅付近
1996年3月 : 大和路線 今宮駅 - JR難波駅間
2004年12月 : JR神戸線 加古川駅および駅付近
2006年5月 : 阪和線 美章園駅 - 杉本町駅間
2008年12月 : JR神戸線・姫新線・播但線　姫路駅および駅付近
2010年3月 : 大和路線・万葉まほろば線 奈良駅および駅付近、嵯峨野線 花園駅 - 嵯峨嵐山駅間
限度額立体交差事業
2017年10月：阪和線 東岸和田駅および駅付近

## その他

### 「JR」を冠した駅
1994年9月4日に湊町駅から改称したJR難波駅を皮切りに、新駅開業・駅名変更の際に、他社線の同名の駅との区別のため、駅名に「JR」を冠するようになった。それ以前は、同名の駅でも「JR」を付けていなかった。2022年現在、「JR」を冠する駅は11駅存在し、そのうちの5駅がおおさか東線に集中している。なお、JRグループにおいて、JR西日本のアーバンネットワーク外に「JR」を冠した駅は一切存在しない。
| 駅名         | 路線                   | 開業・改称日                     | 他社線の同名の駅                                                                                            | 備考                      |
| ------------ | ---------------------- | -------------------------------- | --- | ------------------------- |
| JR難波駅     | 関西本線（大和路線）   | 1994年9月4日（湊町駅から改称）   | Osaka Metro 御堂筋線・四つ橋線・千日前線 難波駅 南海本線・高野線 難波駅 近鉄難波線・阪神なんば線 大阪難波駅 | 1996年3月22日に地下化開業 |
| JR三山木駅   | 片町線（学研都市線）   | 1997年3月8日（上田辺駅から改称） | 近鉄京都線 三山木駅                                                                                         | 2002年3月16日に高架化開業 |
| JR藤森駅     | 奈良線                 | 1997年3月8日                     | 京阪本線 藤森駅                                                                                             |                           |
| JR小倉駅     | 奈良線                 | 2001年3月3日                     | 近鉄京都線 小倉駅                                                                                           |                           |
| JR五位堂駅   | 和歌山線               | 2004年3月13日                    | 近鉄大阪線 五位堂駅                                                                                         | 五位堂信号場より駅に昇格  |
| JR河内永和駅 | おおさか東線           | 2008年3月15日                    | 近鉄奈良線 河内永和駅                                                                                       |                           |
| JR俊徳道駅   | おおさか東線           | 2008年3月15日                    | 近鉄大阪線 俊徳道駅                                                                                         |                           |
| JR長瀬駅     | おおさか東線           | 2008年3月15日                    | 近鉄大阪線 長瀬駅                                                                                           |                           |
| JR総持寺駅   | 東海道本線（JR京都線） | 2018年3月17日                    | 阪急京都本線 総持寺駅                                                                                       |                           |
| JR淡路駅     | おおさか東線           | 2019年3月16日                    | 阪急京都本線・千里線 淡路駅                                                                                 |                           |
| JR野江駅     | おおさか東線           | 2019年3月16日                    | 京阪本線 野江駅                                                                                             |                           |

### 運行管理システムの導入
運転本数の高密度化により、各駅で行っていた進路制御を大阪総合指令所にて一元管理し、列車の進路を自動制御する運行管理機能と、旅客に対して運転状況を自動的に案内する機能をもつ。関西空港線開業を控えた阪和線が1993年7月1日に導入したのを皮切りに、アーバンネットワークの一部線区で導入している。導入線区は以下の通り。
- 阪和線 : 羽衣線を除く全線
- 関西空港線 : 関西空港駅構内のみ
- 北陸本線・琵琶湖線・JR京都線・JR神戸線・山陽本線 : 近江塩津駅 - 上郡駅間
- 赤穂線 : 相生駅 - 西浜駅（貨物）間
- おおさか東線 : 放出駅（構内を除く） - 久宝寺駅間
- 大阪環状線・JRゆめ咲線 : 全線
- 大和路線 : JR難波駅 - 加茂駅間
- 福知山線（JR宝塚線） : 尼崎駅（構内を除く） - 新三田駅間
- JR東西線 : 尼崎駅構内を除く全線
- 片町線（学研都市線） : 支線および木津駅構内を除く全線

### 列車運行情報
2008年2月からJR東日本との提携で相互に遅延などの運行情報の共有を開始するとともに、JR東日本管内で実施されている「運行情報メールサービス」の利用が可能になった。なおJR西日本の公式サイト「JRおでかけネット」ではより詳細な情報のほか、振替輸送の情報もあわせて掲載される。
2013年3月1日より運行情報のエリアが細分化され、京阪神・和歌山（和歌山支社管内）・北近畿（福知山支社管内）・特急列車の別に掲載されている。

## 乗車券など
- ICOCA（のち、他地域にも拡大。供用状況は当該項目を参照）
- 昼特きっぷ（2018年9月で発売終了）
- Jスルーカード（すでに発売を終了し、自動券売機で乗車券に引き換えることにより使用できる）
- 関西1デイ納涼パス・秋の関西1デイパス・冬の関西1デイパス・春の関西1デイパス
- 関西おでかけパス（すでに発売を終了し、一部私鉄も利用可能な関西1デイパスに移行）